# Hollandia a 2020. évi nyári olimpiai játékokon
Hollandia a Tokióban, Japánban megrendezett 2020. évi nyári olimpiai játékok egyik részt vevő nemzete. Az országot az olimpián 27 sportágban 278 sportoló képviseli.

## Érmesek
| Érem             | Versenyző | Sportág      | Versenyszám                    | Dátum        |
| ---------------- | --- | ------------ | ------------------------------ | ------------ |
| Arany            | Sifan Hassan | Atlétika     | Női 5000 méteres síkfutás      | augusztus 2. |
| Arany            | Sifan Hassan | Atlétika     | Női 10 000 méteres síkfutás    | augusztus 7. |
| Arany            | Dirk Uittenbogaard Abe Wiersma Tone Wieten Koen Metsemakers | Evezés       | Férfi könnyűsúlyú kétpárevezős | július 28.   |
| Arany            | Nemzeti válogatott \| Felice Albers \| Margot van Geffen \| \| Eva de Goede \| Marloes Keetels \| \| Josine Koning \| Sanne Koolen \| \| Laurien Leurink \| Caia van Maasakker \| \| Frédérique Matla \| Laura Nunnink \| \| Malou Pheninckx \| Pien Sanders \| \| Lauren Stam \| Maria Verschoor \| \| Xan de Waard \| Lidewij Welten \| | Gyeplabda    | Női                            | augusztus 6. |
| Arany            | Niek Kimmann | Kerékpározás | Férfi BMX                      | július 30.   |
| Arany            | Jeffrey Hoogland Harrie Lavreysen Roy van den Berg Matthijs Büchli | Kerékpározás | Férfi csapatsprint             | augusztus 3. |
| Arany            | Harrie Lavreysen | Kerékpározás | Férfi egyéni sprint            | augusztus 6. |
| Arany            | Annemiek van Vleuten | Kerékpározás | Női egyéni időfutam            | július 28.   |
| Arany            | Shanne Braspennincx | Kerékpározás | Női keirin                     | augusztus 5. |
| Arany            | Kiran Badloe | Vitorlázás   | Férfi szörfvitorlázás          | július 31.   |
| Ezüst            | Terrence Agard Ramsey Angela Tony van Diepen Jochem Dobber Liemarvin Bonevacia | Atlétika     | Férfi 4 × 400 m                | augusztus 5. |
| Ezüst            | Abdi Nageeye | Atlétika     | Férfi maraton                  | augusztus 8. |
| Ezüst            | Anouk Vetter | Atlétika     | Női hétpróba                   | augusztus 5. |
| Ezüst            | Melvin Twellaar Stef Broenink | Evezés       | Férfi kétpárevezős             | július 28.   |
| Ezüst            | Ellen Hogerwerf Karolien Florijn Veronique Meester Ymkje Clevering | Evezés       | Női kormányos nélküli négyes   | július 28.   |
| Ezüst            | Gabriela Schloesser, Steve Wijler | Íjászat      | Vegyes csapat                  | július 24.   |
| Ezüst            | Tom Dumoulin | Kerékpározás | Férfi egyéni időfutam          | július 28.   |
| Ezüst            | Jeffrey Hoogland | Kerékpározás | Férfi egyéni sprint            | augusztus 6. |
| Ezüst            | Annemiek van Vleuten | Kerékpározás | Női egyéni mezőnyverseny       | július 25.   |
| Ezüst            | Arno Kamminga | Úszás        | Férfi 100 m mell               | július 26.   |
| Ezüst            | Sharon van Rouwendaal | Úszás        | Női 10 km nyílt vízi           | augusztus 4. |
| Bronz            | Femke Bol | Atlétika     | Női 400 m gátfutás             | augusztus 4. |
| Bronz            | Sifan Hassan | Atlétika     | Női 1500 m síkfutás            | augusztus 6. |
| Bronz            | Emma Oosterwegel | Atlétika     | Női hétpróba                   | augusztus 5. |
| Bronz            | Sanne van Dijke | Cselgáncs    | Női középsúlyú cselgáncs       | július 28.   |
| Bronz            | Lisa Scheenaard Roos de Jong | Evezés       | Női kétpárevezős               | július 28.   |
| Bronz            | Ilse Paulis Marieke Keijser | Evezés       | Női könnyűsúlyú kétpárevezős   | július 29.   |
| Bronz            | Harrie Lavreysen | Kerékpározás | Férfi keirin                   | augusztus 8. |
| Bronz            | Merel Smulders | Kerékpározás | Női BMX                        | július 30.   |
| Bronz            | Anna van der Breggen | Kerékpározás | Női egyéni időfutam            | július 28.   |
| Bronz            | Kirsten Wild | Kerékpározás | Női omnium                     | augusztus 8. |
| Bronz            | Maikel van der Vleuten | Lovaglás     | Egyéni díjugratás              | augusztus 4. |
| Bronz            | Nouchka Fontijn | Ökölvívás    | Női középsúly                  | augusztus 6. |
| Bronz            | Marit Bouwmeester | Vitorlázás   | Női laser radial               | augusztus 1. |
| Bronz            | Annemiek Bekkering Annette Duetz | Vitorlázás   | Női 49erFX                     | augusztus 3. |
| Felice Albers    | Margot van Geffen |              |                                |              |
| Eva de Goede     | Marloes Keetels |              |                                |              |
| Josine Koning    | Sanne Koolen |              |                                |              |
| Laurien Leurink  | Caia van Maasakker |              |                                |              |
| Frédérique Matla | Laura Nunnink |              |                                |              |
| Malou Pheninckx  | Pien Sanders |              |                                |              |
| Lauren Stam      | Maria Verschoor |              |                                |              |
| Xan de Waard     | Lidewij Welten |              |                                |              |

## Asztalitenisz
Női
| Versenyző     | Versenyszám | Selejtező         | 64-es főtábla     | 48-as főtábla     | 32-es főtábla                                                 | Nyolcaddöntő                                      | Negyeddöntő       | Elődöntő          | Döntő             | Helyezés |
| Versenyző     | Versenyszám | Ellenfél Eredmény | Ellenfél Eredmény | Ellenfél Eredmény | Ellenfél Eredmény                                             | Ellenfél Eredmény                                 | Ellenfél Eredmény | Ellenfél Eredmény | Ellenfél Eredmény | Helyezés |
| ------------- | ----------- | ----------------- | ----------------- | ----------------- | ------------------------------------------------------------- | ------------------------------------------------- | ----------------- | ----------------- | ----------------- | -------- |
| Britt Eerland | Egyes       | erőnyerő          | erőnyerő          | erőnyerő          | Dina Meshref (EGY) · 9–11, 3–11, 7–11, 11–6, 11–5, 11–8, 11–7 | Tou Hój-kam (HKG) · 13–11, 5–11, 8–11, 9–11, 8–11 | kiesett           | kiesett           | kiesett           | 9.       |

## Atlétika
Férfiak
| Versenyző                                                       | Versenyszám     | Előfutam      | Előfutam      | Elődöntő | Elődöntő | Döntő   | Döntő   |         |         |
| Versenyző                                                       | Versenyszám     | Idő           | Hely.         | Idő      | Hely.    | Idő     | Hely.   |         |         |
| --------------------------------------------------------------- | --------------- | ------------- | ------------- | -------- | -------- | ------- | ------- | ------- | ------- |
| Taymir Burnet                                                   | 200 m           | 20,60         | 3.            | 20,90    | 8.       | kiesett | kiesett |         |         |
| Liemarvin Bonevacia                                             | 400 m           | 44,95         | 1.            | 44,62    | 3.       | 45,07   | 8.      |         |         |
| Jochem Dobber                                                   | 400 m           | 45,54         | 3.            | 45,48    | 6.       | kiesett | kiesett | kiesett | kiesett |
| Tony van Diepen                                                 | 800 m           | 1:46,03       | 6.            | kiesett  | kiesett  | kiesett | kiesett |         |         |
| Mike Foppen                                                     | 5000 m          | nem ért célba | nem ért célba |          |          | kiesett | kiesett |         |         |
| Nick Smidt                                                      | 400 m gát       | 49,55         | 4.            | 49,35    | 7.       | kiesett | kiesett |         |         |
| Khalid Choukoud                                                 | Maraton         |               |               |          |          | kiesett | kiesett |         |         |
| Abdi Nageeye                                                    | Maraton         | 2:09:58       |               |          |          |         |         |         |         |
| Bart van Nunen                                                  | Maraton         | kiesett       | kiesett       |          |          |         |         |         |         |
| Taymir Burnet Christopher Garia Joris van Gool Churandy Martina | 4 × 100 m váltó | nem ért célba | nem ért célba |          |          | kiesett | kiesett |         |         |
| Terrence Agard Ramsey Angela Tony van Diepen Jochem Dobber      | 4 × 400 m váltó | 2:59,06       | 5.            |          |          | 2:57,18 |         |         |         |

| Versenyző   | Versenyszám | Selejtező | Selejtező | Döntő    | Döntő |
| Versenyző   | Versenyszám | Eredmény  | Hely.     | Eredmény | Hely. |
| ----------- | ----------- | --------- | --------- | -------- | ----- |
| Menno Vloon | Rúdugrás    | 5,75      | 7.        | 5,55     | 13.   |

Nők
| Versenyző                                                        | Versenyszám         | Előfutam     | Előfutam     | Elődöntő     | Elődöntő     | Döntő         | Döntő         |
| Versenyző                                                        | Versenyszám         | Idő          | Hely.        | Idő          | Hely.        | Idő           | Hely.         |
| ---------------------------------------------------------------- | ------------------- | ------------ | ------------ | ------------ | ------------ | ------------- | ------------- |
| Marije van Hunenstijn                                            | 100 m               | 11,27        | 6.           | kiesett      | kiesett      | kiesett       | kiesett       |
| Jamile Samuel                                                    | 100 m               | visszalépett | visszalépett | visszalépett | visszalépett | visszalépett  | visszalépett  |
| Dafne Schippers                                                  | 100 m               | visszalépett | visszalépett | visszalépett | visszalépett | visszalépett  | visszalépett  |
| Jamile Samuel                                                    | 200 m               | nem indult   | nem indult   | kiesett      | kiesett      | kiesett       | kiesett       |
| Dafne Schippers                                                  | 200 m               | 23,13        | 3.           | 23,03        | 6.           | kiesett       | kiesett       |
| Lieke Klaver                                                     | 400 m               | 51,37        | 3.           | 51,37        | 6.           | kiesett       | kiesett       |
| Lisanne de Witte                                                 | 400 m               | 51,68        | 4.           | 52,09        | 8.           | kiesett       | kiesett       |
| Sifan Hassan                                                     | 1500 m              | 4:05,17      | 1.           | 4:00,23      | 1.           | 3:55,86       |               |
| Diane van Es                                                     | 5000 m              | 15:47,01     | 33.          |              |              | kiesett       | kiesett       |
| Sifan Hassan                                                     | 5000 m              | 14:47,89     | 1.           | 14:36,79     |              |               |               |
| Sifan Hassan                                                     | 10 000 m            |              |              |              |              | 29:55,32      |               |
| Susan Krumins                                                    | 10 000 m            | kiesett      | kiesett      |              |              |               |               |
| Zoë Sedney                                                       | 100 m gát           | 13,03        | 7.           | kiesett      | kiesett      | kiesett       | kiesett       |
| Nadine Visser                                                    | 100 m gát           | 12,72        | 2.           | 12,63        | 3.           | 12,73         | 5.            |
| Femke Bol                                                        | 400 m gát           | 54,43        | 1.           | 53,91        | 1.           | 52,03         |               |
| Irene van der Reijken                                            | 3000 m akadályfutás | 9:42,98      | 30.          |              |              | kiesett       | kiesett       |
| Andrea Deelstra                                                  | Maraton             |              |              |              |              | 2:37:05       | 44.           |
| Jill Holterman                                                   | Maraton             | 2:45:27      | 63.          |              |              |               |               |
| Marije van Hunenstijn Dafne Schippers Naomi Sedney Nadine Visser | 4 × 100 m váltó     | 42,81        | 5.           |              |              | nem ért célba | nem ért célba |
| Femke Bol Lieke Klaver Laura de Witte Lisanne de Witte           | 4 × 400 m váltó     | 3:24,01      | 4.           |              |              | 3:23,74       | 6.            |

| Versenyző           | Versenyszám   | Selejtező | Selejtező | Döntő    | Döntő   |
| Versenyző           | Versenyszám   | Eredmény  | Hely.     | Eredmény | Hely.   |
| ------------------- | ------------- | --------- | --------- | -------- | ------- |
| Jessica Schilder    | Súlylökés     | 17,74     | 19.       | kiesett  | kiesett |
| Jorinde van Klinken | Diszkoszvetés | 61,15     | 14.       | kiesett  | kiesett |

| Versenyző        | Versenyszám | 100 m gátfutás | 100 m gátfutás | Magasugrás | Magasugrás | Súlylökés | Súlylökés | 200 m    | 200 m | Távolugrás | Távolugrás | Gerelyhajítás | Gerelyhajítás | 800 m    | 800 m | Végeredmény      | Végeredmény      |
| Versenyző        | Versenyszám | Eredmény       | Pont           | Eredmény   | Pont       | Eredmény  | Pont      | Eredmény | Pont  | Eredmény   | Pont       | Eredmény      | Pont          | Eredmény | Pont  | Pont             | Helyezés         |
| ---------------- | ----------- | -------------- | -------------- | ---------- | ---------- | --------- | --------- | -------- | ----- | ---------- | ---------- | ------------- | ------------- | -------- | ----- | ---------------- | ---------------- |
| Nadine Broersen  | Hétpróba    | 13,74          | 1015           | 1.80       | 978        | 14.50     | 827       | 25.57    | 835   | nem indult | 0          | —             | —             | —        | —     | nem rangsorolták | nem rangsorolták |
| Emma Oosterwegel | Hétpróba    | 13.36          | 1071           | 1.80       | 978        | 13.28     | 746       | 24.25    | 957   | 6.29       | 940        | 54.60         | 949           | 2:11.09  | 949   | 6590             |                  |
| Anouk Vetter     | Hétpróba    | 13.09          | 1111           | 1.80       | 978        | 15.29     | 880       | 23.81    | 999   | 6.47       | 997        | 51.20         | 883           | 2:18.72  | 841   | 6689             |                  |

Vegyes
| Versenyző                                                                               | Versenyszám     | Selejtező | Selejtező | Döntő    | Döntő    |
| Versenyző                                                                               | Versenyszám     | Eredmény  | Helyezés  | Eredmény | Helyezés |
| --------------------------------------------------------------------------------------- | --------------- | --------- | --------- | -------- | -------- |
| Ramsey Angela Femke Bol Liemarvin Bonevacia Jochem Dobber Lieke Klaver Lisanne de Witte | 4 × 400 m váltó | 3:10,69   | 2.        | 3:10,36  | 4.       |

## Cselgáncs
Férfi
| Versenyző          | Versenyszám  | Selejtező         | 32-es főtábla                           | Nyolcaddöntő                     | Negyeddöntő                 | Elődöntő          | Vigaszág elődöntő            | Bronz- mérkőzés               | Döntő             | Helyezés |
| Versenyző          | Versenyszám  | Ellenfél Eredmény | Ellenfél Eredmény                       | Ellenfél Eredmény                | Ellenfél Eredmény           | Ellenfél Eredmény | Ellenfél Eredmény            | Ellenfél Eredmény             | Ellenfél Eredmény | Helyezés |
| ------------------ | ------------ | ----------------- | --------------------------------------- | -------------------------------- | --------------------------- | ----------------- | ---------------------------- | ----------------------------- | ----------------- | -------- |
| Tornike Tsjakadoea | Légsúly      |                   | Dashdavaagiin Amartüvshin (MGL) · 01–00 | Robert Msvidobadze (ROC) · 01–00 | Yang Yung-wei (TPE) · 00–01 | Nem jutott be     | Artem Leszjuk (UKR) · 10–00  | Jeldosz Szmetov (KAZ) · 01–00 | Nem jutott be     | 5.       |
| Frank de Wit       | Váltósúly    | erőnyerő          | Peniamina Percival (SAM) · 10–00        | Dominic Ressel (GER) · 00–01     | kiesett                     | kiesett           | kiesett                      | kiesett                       | kiesett           | 9.       |
| Noël van 't End    | Középsúly    | erőnyerő          | Paolo Persoglia (SMR) · 10–00           | Axel Clerget (FRA) · 01–00       | Mihael Žgank (TUR) · 00–10  | Nem jutott be     | Tóth Krisztián (HUN) · 00–01 | kiesett                       | kiesett           | 7.       |
| Michael Korrel     | Félnehézsúly |                   | erőnyerő                                | Karl-Richard Frey (GER) · 00–01  | kiesett                     | kiesett           | kiesett                      | kiesett                       | kiesett           | 9.       |
| Henk Grol          | Nehézsúly    |                   | erőnyerő                                | Bekmurod Oltiboev (UZB) · 00–10  | kiesett                     | kiesett           | kiesett                      | kiesett                       | kiesett           | 9.       |

Női
| Versenyző         | Versenyszám  | 32-es főtábla                   | Nyolcaddöntő                       | Negyeddöntő                       | Elődöntő                        | Vigaszág elődöntő                | Bronz- mérkőzés                    | Döntő             | Helyezés |
| Versenyző         | Versenyszám  | Ellenfél Eredmény               | Ellenfél Eredmény                  | Ellenfél Eredmény                 | Ellenfél Eredmény               | Ellenfél Eredmény                | Ellenfél Eredmény                  | Ellenfél Eredmény | Helyezés |
| ----------------- | ------------ | ------------------------------- | ---------------------------------- | --------------------------------- | ------------------------------- | -------------------------------- | ---------------------------------- | ----------------- | -------- |
| Sanne Verhagen    | Könnyűsúly   | Sabrina Filzmoser (AUT) · 10–00 | Nora Gjakova (KOS) · 00–01         | kiesett                           | kiesett                         | kiesett                          | kiesett                            | kiesett           | 5.       |
| Juul Franssen     | Váltósúly    | Anja Obradović (SRB) · 10–00    | Katharina Haecker (AUS) · 10–00    | Clarisse Agbegnenou (FRA) · 00–01 | Nem jutott be                   | Ketleyn Quadros (BRA) · 10–00    | Maria Centracchio (ITA) · 00–10    | kiesett           | 5.       |
| Sanne van Dijke   | Középsúly    | erőnyerő                        | Gulnoza Matniyazova (UZB) · 10–00  | Alice Bellandi (ITA) · 11–01      | Michaela Polleres (AUT) · 00–01 |                                  | Giovanna Scoccimarro (GER) · 10–00 | kiesett           |          |
| Guusje Steenhuis  | Félnehézsúly | erőnyerő                        | Anasztaszija Turcsin (UKR) · 01–00 | Yoon Hyun-ji (KOR) · 00–01        | Nem jutott be                   | Kaliema Antomarchi (CUB) · 00–10 | kiesett                            | kiesett           | 7.       |
| Tessie Savelkouls | Nehézsúly    | Han Mi-jin (KOR) · 00–01        | kiesett                            | kiesett                           | kiesett                         | kiesett                          | kiesett                            | kiesett           | 17.      |

Vegyes csapat
| Versenyző                                                                                                   | Versenyszám   | Nyolcaddöntő            | Negyeddöntő          | Elődöntő                  | Vigaszág elődöntő | Bronz- mérkőzés         | Döntő             | Helyezés |
| Versenyző                                                                                                   | Versenyszám   | Ellenfél Eredmény       | Ellenfél Eredmény    | Ellenfél Eredmény         | Ellenfél Eredmény | Ellenfél Eredmény       | Ellenfél Eredmény | Helyezés |
| --- | ------------- | ----------------------- | -------------------- | ------------------------- | ----------------- | ----------------------- | ----------------- | -------- |
| Noël van 't End Henk Grol Michael Korrel Tornike Tsjakadoea Sanne van Dijke Guusje Steenhuis Sanne Verhagen | Vegyes csapat | Üzbegisztán (UZB) · 4–3 | Brazília (BRA) · 4–2 | Franciaország (FRA) · 0–4 |                   | Németország (GER) · 2–4 | kiesett           | 5.       |

## Evezés
Férfi
| Versenyző | Versenyszám              | Előfutam | Előfutam | Vigaszág   | Vigaszág   | Negyeddöntő                              | Negyeddöntő                              | Elődöntő                                 | Elődöntő                                 | Elődöntő                                 | Döntő                                    | Döntő                                    | Döntő                                    | Helyezés                                 |
| Versenyző | Versenyszám              | Idő      | Hely.    | Idő        | Hely.      | Idő                                      | Hely.                                    | Típus                                    | Idő                                      | Hely.                                    | Típus                                    | Idő                                      | Hely.                                    | Helyezés                                 |
| --- | ------------------------ | -------- | -------- | ---------- | ---------- | ---------------------------------------- | ---------------------------------------- | ---------------------------------------- | ---------------------------------------- | ---------------------------------------- | ---------------------------------------- | ---------------------------------------- | ---------------------------------------- | ---------------------------------------- |
| Finn Florijn | Egypárevezős             | 7:04,56  | 4.       | Nem indult | Nem indult | Pozitív COVID-19 teszt miatt visszaépett | Pozitív COVID-19 teszt miatt visszaépett | Pozitív COVID-19 teszt miatt visszaépett | Pozitív COVID-19 teszt miatt visszaépett | Pozitív COVID-19 teszt miatt visszaépett | Pozitív COVID-19 teszt miatt visszaépett | Pozitív COVID-19 teszt miatt visszaépett | Pozitív COVID-19 teszt miatt visszaépett | Pozitív COVID-19 teszt miatt visszaépett |
| Stef Broenink Melvin Twellaar | Kétpárevezős             | 6:08,38  | 1.       |            |            | erőnyerő                                 | erőnyerő                                 | A/B                                      | 6:20,17                                  | 1.                                       | A                                        | 6:00.53                                  | 2.                                       |                                          |
| Guillaume Krommenhoek Niki van Sprang                                                                                                | Kormányos nélküli kettes | 6:36,42  | 2.       |            |            | erőnyerő                                 | erőnyerő                                 | A/B                                      | 6:19,57                                  | 4.                                       | B                                        | 6:22,75                                  | 1.                                       | 7.                                       |
| Jan van der Bij Sander de Graaf Nelson Ritsema Boudewijn Röell                                                                       | Kormányos nélküli négyes | 6:00,27  | 3.       | 6:11,22    | 2.         |                                          |                                          |                                          |                                          |                                          | A                                        | 5:50,81                                  | 6.                                       | 6.                                       |
| Koen Metsemakers Dirk Uittenbogaard Abe Wiersma Tone Wieten                                                                          | Négypárevezős            | 5:39,80  | 1.       |            |            | erőnyerő                                 | erőnyerő                                 | erőnyerő                                 | erőnyerő                                 | erőnyerő                                 | A                                        | 5:32,03                                  | 1.                                       |                                          |
| Eline Berger Simon van Dorp Bjorn van den Ende Maarten Hurkmans Ruben Knab Robert Lücken Bram Schwarz Jasper Tissen Mechiel Versluis | Nyolcas                  | 5:30,66  | 1.       |            |            | erőnyerő                                 | erőnyerő                                 | erőnyerő                                 | erőnyerő                                 | erőnyerő                                 | A                                        | 5:27,96                                  | 5.                                       | 5.                                       |

Női
| Versenyző                                                          | Versenyszám              | Előfutam | Előfutam | Vigaszág | Vigaszág | Negyeddöntő | Negyeddöntő | Elődöntő | Elődöntő | Elődöntő | Döntő | Döntő   | Döntő | Helyezés |
| Versenyző                                                          | Versenyszám              | Idő      | Hely.    | Idő      | Hely.    | Idő         | Hely.       | Típus    | Idő      | Hely.    | Típus | Idő     | Hely. | Helyezés |
| ------------------------------------------------------------------ | ------------------------ | -------- | -------- | -------- | -------- | ----------- | ----------- | -------- | -------- | -------- | ----- | ------- | ----- | -------- |
| Sophie Souwer                                                      | Egypárevezős             | 7:39,96  | 2.       |          |          | 7:59,92     | 2.          | A/B      | 7:29,66  | 4.       | B     | 7:25,96 | 1.    | 7.       |
| Roos de Jong Lisa Scheenaard                                       | Kétpárevezős             | 6:49,90  | 1.       |          |          | erőnyerő    | erőnyerő    | A/B      | 7:08,09  | 1.       | A     | 6:45,73 | 3.    |          |
| Marieke Keijser Ilse Paulis                                        | Könnyűsúlyú kétpárevezős | 7:07,73  | 1.       |          |          | erőnyerő    | erőnyerő    | A/B      | 6:43,85  | 3.       | A     | 6:48,03 | 3.    |          |
| Ymkje Clevering Karolien Florijn Ellen Hogerwerf Veronique Meester | Kormányos nélküli négyes | 6:33,47  | 1.       |          |          | erőnyerő    | erőnyerő    | erőnyerő | erőnyerő | erőnyerő | A     | 6:15,71 | 2.    |          |
| Nicole Beukers Inge Janssen Olivia van Rooijen Laila Youssifou     | Nyolcas                  | 6:19,36  | 2.       |          |          | erőnyerő    | erőnyerő    | erőnyerő | erőnyerő | erőnyerő | A     | 6:15,75 | 6.    | 6.       |

## Íjászat
Férfi
| Versenyző                                    | Versenyszám | Selejtező | Selejtező | 64-es főtábla         | 32-es főtábla         | Nyolcaddöntő      | Negyeddöntő                | Elődöntő           | Döntő / Bronzmérkőzés | Döntő / Bronzmérkőzés |
| Versenyző                                    | Versenyszám | Pont      | Kiemelt   | Ellenfél Eredmény     | Ellenfél Eredmény     | Ellenfél Eredmény | Ellenfél Eredmény          | Ellenfél Eredmény  | Ellenfél Eredmény     | Helyezés              |
| -------------------------------------------- | ----------- | --------- | --------- | --------------------- | --------------------- | ----------------- | -------------------------- | ------------------ | --------------------- | --------------------- |
| Sjef van den Berg                            | Egyéni      | 670       | 8.        | Valladont (FRA) · 7–3 | D'Almeida (BRA) · 1–7 | kiesett           | kiesett                    | kiesett            | kiesett               | kiesett               |
| Gijs Broeksma                                | Egyéni      | 667       | 14.       | Chirault (FRA) · 6–4  | Furukava (JPN) · 5–6  | kiesett           | kiesett                    | kiesett            | kiesett               | kiesett               |
| Steve Wijler                                 | Egyéni      | 675       | 6.        | Naploszek (POL) · 6–4 | Abdullin (KAZ) · 4–6  | kiesett           | kiesett                    | kiesett            | kiesett               | kiesett               |
| Sjef van den Berg Gijs Broeksma Steve Wijler | Csapat      | 2012      | 2.        |                       |                       | erőnyerő          | Nagy-Britannia (GBR) · 5–3 | Tajvan (TPE) · 0–6 | Japán (JPN) · 4–5     | 4.                    |

Női
| Versenyző           | Versenyszám | Selejtező | Selejtező | 64-es főtábla        | 32-es főtábla        | Nyolcaddöntő      | Negyeddöntő       | Elődöntő          | Döntő / Bronzmérkőzés | Döntő / Bronzmérkőzés |
| Versenyző           | Versenyszám | Pont      | Kiemelt   | Ellenfél Eredmény    | Ellenfél Eredmény    | Ellenfél Eredmény | Ellenfél Eredmény | Ellenfél Eredmény | Ellenfél Eredmény     | Helyezés              |
| ------------------- | ----------- | --------- | --------- | -------------------- | -------------------- | ----------------- | ----------------- | ----------------- | --------------------- | --------------------- |
| Gabriela Schloesser | Egyéni      | 652       | 20.       | Gomboeva (ROC) · 6–5 | Barbelin (FRA) · 0–6 | kiesett           | kiesett           | kiesett           | kiesett               | kiesett               |

Vegyes
| Versenyző                        | Versenyszám   | Selejtező | Selejtező | 64-es főtábla     | 32-es főtábla     | Nyolcaddöntő            | Negyeddöntő               | Elődöntő                | Döntő / Bronzmérkőzés | Döntő / Bronzmérkőzés |
| Versenyző                        | Versenyszám   | Pont      | Kiemelt   | Ellenfél Eredmény | Ellenfél Eredmény | Ellenfél Eredmény       | Ellenfél Eredmény         | Ellenfél Eredmény       | Ellenfél Eredmény     | Helyezés              |
| -------------------------------- | ------------- | --------- | --------- | ----------------- | ----------------- | ----------------------- | ------------------------- | ----------------------- | --------------------- | --------------------- |
| Gabriela Schloesser Steve Wijler | Vegyes csapat | 1327      | 6.        |                   |                   | Olaszország (ITA) · 6–0 | Franciaország (FRA) · 5–4 | Törökország (TUR) · 5–3 | Dél-Korea (KOR) · 3–5 |                       |

## Golf
| Versenyző    | Versenyszám | 1. kör | 1. kör   | 2. kör | 2. kör   | 3. kör | 3. kör   | 4. kör | 4. kör   | Összesítés | Összesítés |
| Versenyző    | Versenyszám | Pont   | Helyezés | Pont   | Helyezés | Pont   | Helyezés | Pont   | Helyezés | Pont       | Helyezés   |
| ------------ | ----------- | ------ | -------- | ------ | -------- | ------ | -------- | ------ | -------- | ---------- | ---------- |
| Anne van Dam | Női         | 74     | 47.      | 78     | 60.      | 69     | 16.      | 77     | 59.      | 298        | 57.        |

## Gördeszka
Női
| Versenyző         | Versenyszám  | Selejtező                                | Selejtező                                | Döntő                                    | Döntő                                    | Helyezés                                 |
| Versenyző         | Versenyszám  | Pont                                     | Hely.                                    | Pont                                     | Hely.                                    | Helyezés                                 |
| ----------------- | ------------ | ---------------------------------------- | ---------------------------------------- | ---------------------------------------- | ---------------------------------------- | ---------------------------------------- |
| Candy Jacobs      | Egyéni utcai | Pozitív COVID-19 teszt miatt visszaépett | Pozitív COVID-19 teszt miatt visszaépett | Pozitív COVID-19 teszt miatt visszaépett | Pozitív COVID-19 teszt miatt visszaépett | Pozitív COVID-19 teszt miatt visszaépett |
| Keet Oldenbeuving | Egyéni utcai | 8,70                                     | 12.                                      | kiesett                                  | kiesett                                  | 12.                                      |
| Roos Zwetsloot    | Egyéni utcai | 13,48                                    | 4.                                       | 11,26                                    | 5.                                       | 5.                                       |

## Gyeplabda

### Férfi
| Holland férfi gyeplabdacsapat-játékoskeret | Holland férfi gyeplabdacsapat-játékoskeret |
| --- | --- |
| - Jeroen Hertzberger - Lars Balk - Jonas de Geus - Thijs van Dam - Billy Bakker - Seve van Ass - Jorrit Croon - Glenn Schuurman - Sander de Wijn | - Robbert Kemperman - Mirco Pruyser - Roel Bovendeert - Joep de Mol - Thierry Brinkman - Pirmin Blaak - Jip Janssen - Mink van der Weerden - Justen Blok |
| Szövetségi kapitány: Maximiliano Caldas | |

#### Eredmények
Csoportkör
B csoport
| Hely. | Csapat                        | M | Gy | D | V | G+ | G– | Gk  | P  | Továbbjutás |
| ----- | ----------------------------- | - | -- | - | - | -- | -- | --- | -- | ----------- |
| 1.    | Belgium (BEL)                 | 5 | 4  | 1 | 0 | 26 | 9  | +17 | 13 | Negyeddöntő |
| 2.    | Németország (GER)             | 5 | 3  | 0 | 2 | 19 | 10 | +9  | 9  | Negyeddöntő |
| 3.    | Nagy-Britannia (GBR)          | 5 | 2  | 2 | 1 | 11 | 11 | 0   | 8  | Negyeddöntő |
| 4.    | Hollandia (NED)               | 5 | 2  | 1 | 2 | 13 | 13 | 0   | 7  | Negyeddöntő |
| 5.    | Dél-afrikai Köztársaság (RSA) | 5 | 1  | 1 | 3 | 16 | 24 | −8  | 4  |             |
| 6.    | Kanada (CAN)                  | 5 | 0  | 1 | 4 | 9  | 27 | −18 | 1  |             |

| 2021. július 24. 11:45 (04:45) | Hollandia (NED) | 1–3         | Belgium (BEL)           | Játékvezetők: Marcin Grochal (POL) Adam Kearns (AUS) |
| 2021. július 24. 11:45 (04:45) | Hertzberger 35' | Jegyzőkönyv | Hendrickx 41', 44', 45' | Játékvezetők: Marcin Grochal (POL) Adam Kearns (AUS) |

| 2021. július 25. 21:15 (14:15) | Dél-afrikai Köztársaság (RSA)            | 3–5         | Hollandia (NED)                                                     | Játékvezetők: Jakub Mejzlík (CZE) Javed Shaikh (IND) |
| 2021. július 25. 21:15 (14:15) | M. Cassiem 2' · D. Cassiem 10' · Kok 18' | Jegyzőkönyv | Pruyser 24', 54' · van Dam 29' · Brinkman 36' · van der Weerden 48' | Játékvezetők: Jakub Mejzlík (CZE) Javed Shaikh (IND) |

| 2021. július 27. 20:45 (13:45) | Hollandia (NED)                                    | 4–2         | Kanada (CAN)             | Játékvezetők: Javed Shaikh (IND) David Tomlinson (NZL) |
| 2021. július 27. 20:45 (13:45) | Bakker 1' · Brinkman 4' · de Mol 50' · Pruyser 60' | Jegyzőkönyv | Wallace 10' · Tupper 53' | Játékvezetők: Javed Shaikh (IND) David Tomlinson (NZL) |

| 2021. július 29. 12:15 (05:15) | Hollandia (NED)            | 2–2         | Nagy-Britannia (GBR) | Játékvezetők: Raghu Prasad (IND) Germán Montes de Oca (ARG) |
| 2021. július 29. 12:15 (05:15) | Brinkman 22' · Janssen 31' | Jegyzőkönyv | Ward 52', 57'        | Játékvezetők: Raghu Prasad (IND) Germán Montes de Oca (ARG) |

| 2021. július 30. 20:45 (13:45) | Németország (GER)                      | 3–1         | Hollandia (NED) | Játékvezetők: Marcin Grochal (POL) Adam Kearns (AUS) |
| 2021. július 30. 20:45 (13:45) | Wellen 10' · Staib 41' · Herzbruch 54' | Jegyzőkönyv | Hertzberger 57' | Játékvezetők: Marcin Grochal (POL) Adam Kearns (AUS) |

Negyeddöntő
| 2021. augusztus 1. 12:00 (5:00) | Ausztrália (AUS)     | 2–2         | Hollandia (NED)                       | Játékvezetők: Ben Göntgen (GER) Germán Montes de Oca (ARG) |
| 2021. augusztus 1. 12:00 (5:00) | Wickham 13', 38'     | Jegyzőkönyv | van der Weerden 32' · Hertzberger 50' | Játékvezetők: Ben Göntgen (GER) Germán Montes de Oca (ARG) |
| 2021. augusztus 1. 12:00 (5:00) | Büntetőpárbaj:       |             |                                       | Játékvezetők: Ben Göntgen (GER) Germán Montes de Oca (ARG) |
| 2021. augusztus 1. 12:00 (5:00) | Govers Oglivie Brand | 3–0         | Hertzberger Kemperman de Geus         | Játékvezetők: Ben Göntgen (GER) Germán Montes de Oca (ARG) |

| Csapat          | Helyezés |
| --------------- | -------- |
| Hollandia (NED) | 6.       |

### Női
| Holland női gyeplabdacsapat-játékoskeret | Holland női gyeplabdacsapat-játékoskeret |
| --- | --- |
| - Sanne Koolen - Freeke Moes - Malou Pheninckx - Laurien Leurink - Xan de Waard - Marloes Keetels - Felice Albers - Maria Verschoor - Lidewij Welten | - Caia van Maasakker - Frédérique Matla - Pien Sanders - Laura Nunnink - Lauren Stam - Josine Koning - Margot van Geffen - Eva de Goede - Stella van Gils |
| Szövetségi kapitány: Alyson Annan | |

#### Eredmények
Csoportkör
A csoport
| Hely. | Csapat                        | M | Gy | D | V | G+ | G– | Gk  | P  | Továbbjutás |
| ----- | ----------------------------- | - | -- | - | - | -- | -- | --- | -- | ----------- |
| 1.    | Hollandia (NED)               | 5 | 5  | 0 | 0 | 18 | 2  | +16 | 15 | Negyeddöntő |
| 2.    | Németország (GER)             | 5 | 4  | 0 | 1 | 13 | 7  | +6  | 12 | Negyeddöntő |
| 3.    | Nagy-Britannia (GBR)          | 5 | 3  | 0 | 2 | 11 | 5  | +6  | 9  | Negyeddöntő |
| 4.    | India (IND)                   | 5 | 2  | 0 | 3 | 7  | 14 | −7  | 6  | Negyeddöntő |
| 5.    | Írország (IRL)                | 5 | 1  | 0 | 4 | 4  | 11 | −7  | 3  |             |
| 6.    | Dél-afrikai Köztársaság (RSA) | 5 | 0  | 0 | 5 | 5  | 19 | −14 | 0  |             |

| 2021. július 24. 20:45 (13:45) | Hollandia (NED)                                                 | 5–1         | India (IND) | Játékvezetők: Carolina de la Fuente (ARG) Amber Church (NZL) |
| 2021. július 24. 20:45 (13:45) | Albers 6', 43' · van Geffen 33' · Matla 45' · van Maasakker 52' | Jegyzőkönyv | Rani 10'    | Játékvezetők: Carolina de la Fuente (ARG) Amber Church (NZL) |

| 2021. július 26. 10:00 (03:00) | Hollandia (NED)                                     | 4–0         | Írország (IRL) | Játékvezetők: Michelle Meister (GER) Liu Hsziao-jing (Liu Xiaoying) (CHN) |
| 2021. július 26. 10:00 (03:00) | Albers 8' · Pheninckx 49' · Leurink 50' · Matla 56' | Jegyzőkönyv |                | Játékvezetők: Michelle Meister (GER) Liu Hsziao-jing (Liu Xiaoying) (CHN) |

| 2021. július 28. 09:30 (02:30) | Hollandia (NED)                                           | 5–0         | Dél-afrikai Köztársaság (RSA) | Játékvezetők: Amber Church (NZL) Ayanna McClean (TTO) |
| 2021. július 28. 09:30 (02:30) | Matla 16', 35' · Keetels 42' · Albers 52' · Verschoor 55' | Jegyzőkönyv |                               | Játékvezetők: Amber Church (NZL) Ayanna McClean (TTO) |

| 2021. július 29. 19:00 (12:00) | Nagy-Britannia (GBR) | 0–1         | Hollandia (NED) | Játékvezetők: Michelle Joubert (RSA) Aleisha Neumann (AUS) |
| 2021. július 29. 19:00 (12:00) |                      | Jegyzőkönyv | Matla 13'       | Játékvezetők: Michelle Joubert (RSA) Aleisha Neumann (AUS) |

| 2021. július 31. 18:30 (11:30) | Németország (GER) | 1–3         | Hollandia (NED)            | Játékvezetők: Irene Presenqui (ARG) Kelly Hudson (NZL) |
| 2021. július 31. 18:30 (11:30) | Zimmermann 23'    | Jegyzőkönyv | Matla 8', 56' · Welten 14' | Játékvezetők: Irene Presenqui (ARG) Kelly Hudson (NZL) |

Negyeddöntő
| 2021. augusztus 2. 18:30 (11:30) | Hollandia (NED)                  | 3–0         | Új-Zéland (NZL) | Játékvezetők: Michelle Meister (GER) Michelle Joubert (RSA) |
| 2021. augusztus 2. 18:30 (11:30) | Welten 7' · Matla 21' · Stam 37' | Jegyzőkönyv |                 | Játékvezetők: Michelle Meister (GER) Michelle Joubert (RSA) |

Elődöntő
| 2021. augusztus 4. 10:30 (03:30) | Hollandia (NED)                                           | 5–1         | Nagy-Britannia (GBR) | Játékvezetők: Michelle Joubert (RSA) Laurine Delforge (BEL) |
| 2021. augusztus 4. 10:30 (03:30) | Albers 19', 38' · Keetels 19' · Verschoor 32' · Matla 49' | Jegyzőkönyv | Ansley 41'           | Játékvezetők: Michelle Joubert (RSA) Laurine Delforge (BEL) |

Döntő
| 2021. augusztus 6. 19:00 (12:00) | Hollandia (NED)                          | 3–1         | Argentína (ARG) | Játékvezetők: Laurine Delforge (BEL) Sarah Wilson (GBR) |
| 2021. augusztus 6. 19:00 (12:00) | van Greffen 23' · van Maasakker 26', 29' | Jegyzőkönyv | Gorzelany 30+'  | Játékvezetők: Laurine Delforge (BEL) Sarah Wilson (GBR) |

| Csapat          | Helyezés |
| --------------- | -------- |
| Hollandia (NED) |          |

## Kajak-kenu

### Szlalom
Női
| Versenyző      | Versenyszám     | Selejtező | Selejtező | Selejtező | Selejtező | Selejtező     | Selejtező     | Elődöntő | Elődöntő | Döntő  | Döntő    |
| Versenyző      | Versenyszám     | 1. futam  | 1. futam  | 2. futam  | 2. futam  | Jobb eredmény | Jobb eredmény | Elődöntő | Elődöntő | Döntő  | Döntő    |
| Versenyző      | Versenyszám     | Pont      | Hely.     | Pont      | Hely.     | Pont          | Hely.         | Pont     | Hely.    | Pont   | Helyezés |
| -------------- | --------------- | --------- | --------- | --------- | --------- | ------------- | ------------- | -------- | -------- | ------ | -------- |
| Martina Wegman | Női kajak egyes | 113,29    | 12.       | 109,84    | 10.       | 109,84        | 12.           | 108,74   | 8.       | 111,33 | 7.       |

## Kerékpározás

### Országúti kerékpározás
Férfi
| Versenyző        | Versenyszám   | Idő      | Helyezés |
| ---------------- | ------------- | -------- | -------- |
| Dylan van Baarle | Mezőnyverseny | 6:09:04  | 15.      |
| Tom Dumoulin     | Mezőnyverseny | 6:15:38  | 44.      |
| Yoeri Havik      | Mezőnyverseny | kiesett  | kiesett  |
| Wilco Kelderman  | Mezőnyverseny | 6:15:38  | 51.      |
| Bauke Mollema    | Mezőnyverseny | 6:06:33  | 4.       |
| Tom Dumoulin     | Időfutam      | 56:05,58 |          |

Női
| Versenyző            | Versenyszám   | Idő      | Helyezés |
| -------------------- | ------------- | -------- | -------- |
| Anna van der Breggen | Mezőnyverseny | 3:54:31  | 15.      |
| Annemiek van Vleuten | Mezőnyverseny | 3:54:00  |          |
| Demi Vollering       | Mezőnyverseny | 3:55:41  | 25.      |
| Marianne Vos         | Mezőnyverseny | 3:54:31  | 5.       |
| Anna van der Breggen | Időfutam      | 31:15,12 |          |
| Annemiek van Vleuten | Időfutam      | 30:13,49 |          |

### Pálya kerékpározás
Sprint
| Versenyző           | Versenyszám         | Selejtező  | Selejtező  | 1. kör                            | Reményfutam 1 | 2. kör                             | Reményfutam 2 | Nyolcaddöntő                       | Reményfutam 3 | Negyeddöntő                                   | Elődöntő                                                    | Döntő                                                                              | Hely    |         |
| Versenyző           | Versenyszám         | Idő        | Hely       | Ellenfél Idő                      | Ellenfél Idő  | Ellenfél Idő                       | Ellenfél Idő  | Ellenfél Idő                       | Ellenfél Idő  | Ellenfél Idő                                  | Ellenfél Idő                                                | Ellenfél Idő                                                                       | Hely    |         |
| ------------------- | ------------------- | ---------- | ---------- | --------------------------------- | ------------- | ---------------------------------- | ------------- | ---------------------------------- | ------------- | --------------------------------------------- | ----------------------------------------------------------- | ---------------------------------------------------------------------------------- | ------- | ------- |
| Jeffrey Hoogland    | Férfi egyéni sprint | 9,215      | 1.         | Ethan Mitchell (NZL) · GY 9,821   |               | Stefan Bötticher (GER) · GY 10,034 |               | Azizulhasni Awang (MAS) · GY 9,831 |               | Sébastien Vigier (FRA) · GY 10,204 · GY 9,902 | Gyenyisz Szergejevics Dmitrijev (ROC) · GY 9,692 · GY 9,786 | Harrie Lavreysen (NED) · V, GY 9,776 · GY 10,681                                   |         |         |
| Harrie Lavreysen    | Férfi egyéni sprint | 9,215      | 2.         | Muhammad Sahrom (MAS) · GY 10,005 |               | Jair Tjon En Fa (SUR) · GY 9,766   |               | Muhammad Sahrom (MAS) · GY 9,635   |               | Jason Kenny (GBR) · GY 10,243 · GY 10,551     | Jack Carlin (GBR) · GY 9,747 · GY 9,784                     | Jeffrey Hoogland (NED) · GY 9,724 · V, V                                           |         |         |
| Shanne Braspennincx | Női egyéni sprint   | 10,479     | 7.         | Bao Shanju (CHN) · GY 10,979      |               | Zhong Tianshi (CHN) · GY 10,912    |               | Olena Sztarikova (UKR) · GY 10,889 |               | Emma Hinze (GER) · V, V                       | Nem jutott be                                               | 5. helyért · Lea Friedrich (GER) · Lauriane Genest (GER) · Katy Marchant (GBR) · V | 7.      |         |
| Laurine van Riessen | Női egyéni sprint   | Nem indult | Nem indult | kiesett                           | kiesett       | kiesett                            | kiesett       | kiesett                            | kiesett       | kiesett                                       | kiesett                                                     | kiesett                                                                            | kiesett | kiesett |

Csapatsprint
| Versenyző                                                          | Versenyszám        | Selejtező | Selejtező | Elődöntő                        | Elődöntő | Döntő | Döntő                                                   | Hely |
| Versenyző                                                          | Versenyszám        | Idő       | Hely      | Ellenfél Idő                    | Hely     | Típus | Ellenfél Idő                                            | Hely |
| ------------------------------------------------------------------ | ------------------ | --------- | --------- | ------------------------------- | -------- | ----- | ------------------------------------------------------- | ---- |
| Roy van den Berg Matthijs Büchli Jeffrey Hoogland Harrie Lavreysen | Férfi csapatsprint | 42,134    | 1.        | Lengyelország (POL) · GY 41,431 | 1.       | A     | Nagy-Britannia (GBR) · GY 41,369                        |      |
| Shanne Braspennincx Laurine van Riessen                            | Női csapatsprint   | 32,465    | 3.        | Lengyelország (POL) · GY 32,308 | 4.       | B     | Az Orosz Olimpiai Bizottság versenyzői (ROC) · V 32,504 | 4.   |

Keirin
| Versenyző           | Versenyszám  | 1. kör | Reményfutam | Negyeddöntő   | Elődöntő | Döntő   | Döntő   | Hely    |
| Versenyző           | Versenyszám  | Hely   | Hely        | Hely          | Hely     | Típus   | Hely    | Hely    |
| ------------------- | ------------ | ------ | ----------- | ------------- | -------- | ------- | ------- | ------- |
| Matthijs Büchli     | Férfi keirin | 3.     | 3.          | kiesett       | kiesett  | kiesett | kiesett | =19.    |
| Harrie Lavreysen    | Férfi keirin | 5.     | 1.          | 4.            | 3.       | A       | 3.      |         |
| Shanne Braspennincx | Női keirin   | 3.     | 1.          | 1.            | 1.       | A       | 1.      |         |
| Laurine van Riessen | Női keirin   | 1.     |             | Nem ért célba | kiesett  | kiesett | kiesett | kiesett |

Omnium
| Versenyző            | Versenyszám  | Scratch | Scratch | Tempo verseny | Tempo verseny | Kieséses verseny | Kieséses verseny | Pontverseny | Össz. pont | Hely |
| Versenyző            | Versenyszám  | Hely    | Pont    | Hely          | Pont          | Hely             | Pont             | Pont        | Össz. pont | Hely |
| -------------------- | ------------ | ------- | ------- | ------------- | ------------- | ---------------- | ---------------- | ----------- | ---------- | ---- |
| Jan-Willem van Schip | Férfi omnium | 3.      | 36      | 1.            | 40            | 4.               | 34               | 2           | 112        | 6.   |
| Kirsten Wild         | Női omnium   | 5.      | 32      | 2.            | 38            | 11.              | 20               | 18          | 108        |      |

Madison
| Versenyző                        | versenyszám   | Pont | Hely |
| -------------------------------- | ------------- | ---- | ---- |
| Yoeri Havik Jan-Willem van Schip | Férfi madison | 17   | 5.   |
| Amy Pieters Kirsten Wild         | Női madison   | 21   | 4.   |

### Hegyi-kerékpározás
| Versenyző            | Versenyszám        | Idő           | Helyezés      |
| -------------------- | ------------------ | ------------- | ------------- |
| Mathieu van der Poel | Férfi terepverseny | Nem ért célba | Nem ért célba |
| Milan Vader          | Férfi terepverseny | 1:27:21       | 10.           |
| Anne Tauber          | Női terepverseny   | 1:20:18       | 11.           |
| Anne Terpstra        | Női terepverseny   | 1:18:21       | 5.            |

### BMX
| Versenyző      | Versenyszám | Negyeddöntő | Negyeddöntő | Elődöntő | Elődöntő | Döntő   | Döntő |
| Versenyző      | Versenyszám | Pont        | Hely        | Pont     | Hely     | Pont    | Hely  |
| -------------- | ----------- | ----------- | ----------- | -------- | -------- | ------- | ----- |
| Twan van Gendt | Férfi       | 5           | 2.          | 23       | 8.       | kiesett | 16.   |
| Joris Harmsen  | Férfi       | 6           | 2.          | 18       | 7.       | kiesett | 13.   |
| Niek Kimmann   | Férfi       | 4           | 1.          | 6        | 1.       | 39,053  |       |
| Judy Baauw     | Női         | 7           | 2.          | 17       | 7.       | kiesett | 13.   |
| Laura Smulders | Női         | 4           | 1.          | 24       | 8.       | kiesett | 16.   |
| Merel Smulders | Női         | 10          | 3.          | 14       | 3.       | 44,721  |       |

## Kézilabda

### Női
| Holland női kézilabdacsapat-játékoskeret                                                                                              | Holland női kézilabdacsapat-játékoskeret                                                                          |
| --- | --- |
| - Laura van der Heijden - Debbie Bont - Lois Abbingh - Larissa Nusser - Danick Snelder - Bo van Wetering - Nycke Groot - Kelly Dulfer | - Merel Freriks - Inger Smits - Martine Smeets - Angela Malestein - Rinka Duijndam - Tess Wester - Dione Housheer |
| Szövetségi kapitány: Emmanuel Mayonnade                                                                                               | |

#### Eredmények
Csoportkör
A csoport
| Hely. | Csapat           | M | Gy | D | V | G+  | G–  | Gk  | P  | Továbbjutás |
| ----- | ---------------- | - | -- | - | - | --- | --- | --- | -- | ----------- |
| 1.    | Norvégia (NOR)   | 5 | 5  | 0 | 0 | 170 | 123 | +47 | 10 | Negyeddöntő |
| 2.    | Hollandia (NED)  | 5 | 4  | 0 | 1 | 169 | 143 | +26 | 8  | Negyeddöntő |
| 3.    | Montenegró (MNE) | 5 | 2  | 0 | 3 | 139 | 142 | −3  | 4  | Negyeddöntő |
| 4.    | Dél-Korea (KOR)  | 5 | 1  | 1 | 3 | 147 | 165 | −18 | 3  | Negyeddöntő |
| 5.    | Angola (ANG)     | 5 | 1  | 1 | 3 | 130 | 156 | −26 | 3  |             |
| 6.    | Japán (JPN) (R)  | 5 | 1  | 0 | 4 | 124 | 150 | −26 | 2  |             |

1. 1 2  Dél-Korea 31–31 Angola

| 2021. július 25. 9:00 (2:00) | Hollandia (NED) | 32–21       | Japán (JPN) | Jojogi Nemzeti Sportcsarnok, Tokió Játékvezetők: García, Paolantoni (ARG) |
| 2021. július 25. 9:00 (2:00) | Abbingh 7       | (18–10)     | Fudzsii 5   | Jojogi Nemzeti Sportcsarnok, Tokió Játékvezetők: García, Paolantoni (ARG) |
| 2021. július 25. 9:00 (2:00) | 2×              | Jegyzőkönyv | 3× 1×       | Jojogi Nemzeti Sportcsarnok, Tokió Játékvezetők: García, Paolantoni (ARG) |

| 2021. július 27. 16:15 (9:15) | Dél-Korea (KOR)       | 36–43       | Hollandia (NED) | Jojogi Nemzeti Sportcsarnok, Tokió Játékvezetők: Lah, Sok (SLO) |
| 2021. július 27. 16:15 (9:15) | Ju Unhi (Yu Eunhi) 10 | (15–19)     | Abbingh 6       | Jojogi Nemzeti Sportcsarnok, Tokió Játékvezetők: Lah, Sok (SLO) |
| 2021. július 27. 16:15 (9:15) | 2× 1×                 | Jegyzőkönyv | 7× 2×           | Jojogi Nemzeti Sportcsarnok, Tokió Játékvezetők: Lah, Sok (SLO) |

| 2021. július 29. 9:00 (2:00) | Hollandia (NED) | 37–28       | Angola (ANG) | Jojogi Nemzeti Sportcsarnok, Tokió Játékvezetők: El-Saied, El-Saied (EGY) |
| 2021. július 29. 9:00 (2:00) | van Wetering 7  | (17–15)     | Guialo 8     | Jojogi Nemzeti Sportcsarnok, Tokió Játékvezetők: El-Saied, El-Saied (EGY) |
| 2021. július 29. 9:00 (2:00) | 1× 1×           | Jegyzőkönyv | 5×           | Jojogi Nemzeti Sportcsarnok, Tokió Játékvezetők: El-Saied, El-Saied (EGY) |

| 2021. július 31. 21:30 (14:30) | Norvégia (NOR) | 29–27       | Hollandia (NED) | Jojogi Nemzeti Sportcsarnok, Tokió Játékvezetők: Alpaidze, Berezkina (RUS) |
| 2021. július 31. 21:30 (14:30) | Mørk 9         | (16–13)     | Smits 7         | Jojogi Nemzeti Sportcsarnok, Tokió Játékvezetők: Alpaidze, Berezkina (RUS) |
| 2021. július 31. 21:30 (14:30) | 2×             | Jegyzőkönyv | 3×              | Jojogi Nemzeti Sportcsarnok, Tokió Játékvezetők: Alpaidze, Berezkina (RUS) |

| 2021. augusztus 2. 19:30 (12:30) | Hollandia (NED)   | 30–29       | Montenegró (MNE) | Jojogi Nemzeti Sportcsarnok, Tokió Játékvezetők: Fonseca, Santos (POR) |
| 2021. augusztus 2. 19:30 (12:30) | Van der Heijden 5 | (17–12)     | Radičević 8      | Jojogi Nemzeti Sportcsarnok, Tokió Játékvezetők: Fonseca, Santos (POR) |
| 2021. augusztus 2. 19:30 (12:30) | 5× 1×             | Jegyzőkönyv | 3× 2×            | Jojogi Nemzeti Sportcsarnok, Tokió Játékvezetők: Fonseca, Santos (POR) |

Negyeddöntő
| 2021. augusztus 4. 20:45 (13:45) | Franciaország (FRA) | 32–22       | Hollandia (NED) | Jojogi Nemzeti Sportcsarnok, Tokió Játékvezetők: Hansen, Madsen (DEN) |
| 2021. augusztus 4. 20:45 (13:45) | Flippes 6           | (19–11)     | Malestein 5     | Jojogi Nemzeti Sportcsarnok, Tokió Játékvezetők: Hansen, Madsen (DEN) |
| 2021. augusztus 4. 20:45 (13:45) | 1×                  | Jegyzőkönyv | 4×              | Jojogi Nemzeti Sportcsarnok, Tokió Játékvezetők: Hansen, Madsen (DEN) |

| Csapat          | Helyezés |
| --------------- | -------- |
| Hollandia (NED) | 5.       |

## Kosárlabda

### Férfi 3x3
| Holland férfi 3x3 kosárlabdacsapat-játékoskeret                       | Holland férfi 3x3 kosárlabdacsapat-játékoskeret |
| --------------------------------------------------------------------- | ----------------------------------------------- |
| - Ross Bekkering - Dimeo van der Horst - Arvin Slagter - Jessey Voorn |                                                 |

#### Eredmények
Csoportkör
| Hely. | Csapat                                       | M | Gy | V | P+  | P–  | Pk  | Továbbjutás |
| ----- | -------------------------------------------- | - | -- | - | --- | --- | --- | ----------- |
| 1.    | Szerbia (SRB)                                | 7 | 7  | 0 | 138 | 91  | +47 | Elődöntő    |
| 2.    | Belgium (BEL)                                | 7 | 4  | 3 | 126 | 127 | −1  | Elődöntő    |
| 3.    | Lettország (LAT)                             | 7 | 4  | 3 | 133 | 129 | +4  | Negyeddöntő |
| 4.    | Hollandia (NED)                              | 7 | 4  | 3 | 132 | 129 | +3  | Negyeddöntő |
| 5.    | Az Orosz Olimpiai Bizottság versenyzői (ROC) | 7 | 3  | 4 | 116 | 125 | −9  | Negyeddöntő |
| 6.    | Japán (JPN) (R)                              | 7 | 2  | 5 | 123 | 134 | −11 | Negyeddöntő |
| 7.    | Lengyelország (POL)                          | 7 | 2  | 5 | 120 | 130 | −10 |             |
| 8.    | Kína (CHN)                                   | 7 | 2  | 5 | 119 | 142 | −23 |             |

| 2021. július 24. 15:25 | Szerbia (SRB) | 16–15 | Hollandia (NED) | Játékvezetők: Edmond Ho (HKG), Marek Maliszewski (POL) |
| 2021. július 24. 15:25 | Jegyzőkönyv   |       |                 | Játékvezetők: Edmond Ho (HKG), Marek Maliszewski (POL) |
| 2021. július 24. 15:25 | Vasić 5       | Pont  | Voorn 6         | Játékvezetők: Edmond Ho (HKG), Marek Maliszewski (POL) |

| 2021. július 24. 22:00 | Hollandia (NED) | 18–15 | Az Orosz Olimpiai Bizottság versenyzői (ROC) | Játékvezetők: Jasmina Juras (SRB), Markos Michaelides (SUI) |
| 2021. július 24. 22:00 | Jegyzőkönyv     |       |                                              | Játékvezetők: Jasmina Juras (SRB), Markos Michaelides (SUI) |
| 2021. július 24. 22:00 | Van der Horst 9 | Pont  | Karpenkov 6                                  | Játékvezetők: Jasmina Juras (SRB), Markos Michaelides (SUI) |

| 2021. július 25. 19:05 | Japán (JPN) | 20–21 | Hollandia (NED)      | Játékvezetők: Marek Maliszewski (POL), Vanessa Devlin (AUS) |
| 2021. július 25. 19:05 | Jegyzőkönyv |       |                      | Játékvezetők: Marek Maliszewski (POL), Vanessa Devlin (AUS) |
| 2021. július 25. 19:05 | Tominaga 10 | Pont  | Bekkering, Slagter 6 | Játékvezetők: Marek Maliszewski (POL), Vanessa Devlin (AUS) |

| 2021. július 25. 22:00 | Hollandia (NED) | 21–18 | Kína (CHN)                  | Játékvezetők: Glenn Tuitt (USA), Jasmina Juras (SRB) |
| 2021. július 25. 22:00 | Jegyzőkönyv     |       |                             | Játékvezetők: Glenn Tuitt (USA), Jasmina Juras (SRB) |
| 2021. július 25. 22:00 | Van der Horst 8 | Pont  | Hu Csin-csiu (Hu Jinqiu) 17 | Játékvezetők: Glenn Tuitt (USA), Jasmina Juras (SRB) |

| 2021. július 26. 18:40 | Hollandia (NED) | 17–18 (h. u.) | Belgium (BEL) | Játékvezetők: Markos Michaelides (SUI), Evgeny Ostrovskiy (RUS) |
| 2021. július 26. 18:40 | Jegyzőkönyv     |               |               | Játékvezetők: Markos Michaelides (SUI), Evgeny Ostrovskiy (RUS) |
| 2021. július 26. 18:40 | Voorn 10        | Pont          | Vervoort 7    | Játékvezetők: Markos Michaelides (SUI), Evgeny Ostrovskiy (RUS) |

| 2021. július 26. 22:25 | Hollandia (NED)            | 22–20 (h. u.) | Lengyelország (POL) | Játékvezetők: Markos Michaelides (SUI), Evgeny Ostrovskiy (RUS) |
| 2021. július 26. 22:25 | Jegyzőkönyv                |               |                     | Játékvezetők: Markos Michaelides (SUI), Evgeny Ostrovskiy (RUS) |
| 2021. július 26. 22:25 | Bekkering, Van der Horst 6 | Pont          | Hicks 8             | Játékvezetők: Markos Michaelides (SUI), Evgeny Ostrovskiy (RUS) |

| 2021. július 27. 18:25 | Lettország (LAT) | 22–18 | Hollandia (NED) | Játékvezetők: Edmond Ho (HKG), Jasmina Juras (SRB) |
| 2021. július 27. 18:25 | Jegyzőkönyv      |       |                 | Játékvezetők: Edmond Ho (HKG), Jasmina Juras (SRB) |
| 2021. július 27. 18:25 | Miezis 9         | Pont  | Van der Horst 8 | Játékvezetők: Edmond Ho (HKG), Jasmina Juras (SRB) |

Az elődöntőbe jutásért
| 2021. július 27. 21:00 | Hollandia (NED) | 19–21 | Az Orosz Olimpiai Bizottság versenyzői (ROC) | Játékvezetők: Edmond Ho (HKG), Markos Michaelides (SUI) |
| 2021. július 27. 21:00 | Jegyzőkönyv     |       |                                              | Játékvezetők: Edmond Ho (HKG), Markos Michaelides (SUI) |
| 2021. július 27. 21:00 | van der Horst 8 | Pont  | Zujev 9                                      | Játékvezetők: Edmond Ho (HKG), Markos Michaelides (SUI) |

| Csapat          | Helyezés |
| --------------- | -------- |
| Hollandia (NED) | 5.       |

## Labdarúgás

### Női
| Holland női labdarúgócsapat-játékoskeret | Holland női labdarúgócsapat-játékoskeret |
| --- | --- |
| - Sari van Veenendaal - Lynn Wilms - Stefanie van der Gragt - Aniek Nouwen - Merel van Dongen - Jill Roord - Shanice van de Sanden - Joëlle Smits - Vivianne Miedema - Daniëlle van de Donk - Lieke Martens | - Sisca Folkertsma - Victoria Pelova - Jackie Groenen - Kika van Es - Lize Kop - Dominique Janssen - Lineth Beerensteyn - Renate Jansen - Inessa Kaagman - Anouk Dekker - Loes Geurts |
| Szövetségi kapitány: Sarina Wiegman | |

#### Eredmények
Csoportkör
F csoport
| Hely. | Csapat          | M | Gy | D | V | G+ | G– | Gk  | P | Továbbjutás |
| ----- | --------------- | - | -- | - | - | -- | -- | --- | - | ----------- |
| 1.    | Hollandia (NED) | 3 | 2  | 1 | 0 | 21 | 8  | +13 | 7 | Negyeddöntő |
| 2.    | Brazília (BRA)  | 3 | 2  | 1 | 0 | 9  | 3  | +6  | 7 | Negyeddöntő |
| 3.    | Zambia (ZAM)    | 3 | 0  | 1 | 2 | 7  | 15 | −8  | 1 |             |
| 4.    | Kína (CHN)      | 3 | 0  | 1 | 2 | 6  | 17 | −11 | 1 |             |

| 2021. július 21. 20:00 (13:00) |

| Zambia (ZAM)      | 3–10              | Hollandia (NED)                                                                               |
| ----------------- | ----------------- | --------------------------------------------------------------------------------------------- |
| Banda 19' 82' 83' | (1–6) Jegyzőkönyv | Miedema 9' 15' 29' 59' Martens 14' 38' Van de Sanden 44' Roord 64' Beerensteyn 75' Pelova 80' |

| Mijagi Stadion, Rifu Nézőszám: 1822 Játékvezető: Laura Fortunato (argentin) |

| 2021. július 24. 20:00 (13:00) |

| Hollandia (NED)            | 3–3               | Brazília (BRA)                               |
| -------------------------- | ----------------- | -------------------------------------------- |
| Miedema 3' 59' Janssen 79' | (1–1) Jegyzőkönyv | Debinha 16' Marta 65' (11-esből) Ludmila 68' |

| Mijagi Stadion, Rifu Nézőszám: 2621 Játékvezető: Kate Jacewicz (ausztrál) |

| 2021. július 27. 20:30 (13:30) |

| Hollandia (NED)                                                                    | 8–2               | Kína (CHN)                                                      |
| ---------------------------------------------------------------------------------- | ----------------- | --------------------------------------------------------------- |
| Van de Sanden 12' Beerensteyn 37' 45+2' Martens 47' 70' Miedema 65' 76' Pelova 71' | (3–1) Jegyzőkönyv | Vang San-san (Wang Shanshan) 28' Vang Jen-ven (Wang Yanwen) 69' |

| Nissan Stadion, Jokohama Nézőszám: 0 Játékvezető: Salima Mukansanga (ruandai) |

Negyeddöntő
| 2021. július 30. 20:00 (13:00) |

| Hollandia (NED)                      | 2–2 (h. u.)                 | Egyesült Államok (USA)       |
| ------------------------------------ | --------------------------- | ---------------------------- |
| Miedema 18' 54'                      | (1–2, 2–2, 2–2) Jegyzőkönyv | S. Mewis 28' Williams 31'    |
| Büntetőpárbaj                        |                             |                              |
| Miedema Janssen Van der Gragt Nouwen | 2–4                         | Lavelle Morgan Press Rapinoe |

| Nissan Stadion, Jokohama Nézőszám: 0 Játékvezető: Kate Jacewicz (ausztrál) |

| Csapat          | Helyezés |
| --------------- | -------- |
| Hollandia (NED) | 5.       |

## Lovaglás
Díjlovaglás
| Versenyző                                           | Ló                           | Versenyszám | Grand Prix | Grand Prix | Grand Prix Special | Grand Prix Special | Grand Prix Freestyle | Grand Prix Freestyle | Végeredmény | Végeredmény |
| Versenyző                                           | Ló                           | Versenyszám | Pont       | Hely       | Pont               | Hely               | Technikai            | Művészi              | Pont        | Hely        |
| --------------------------------------------------- | ---------------------------- | ----------- | ---------- | ---------- | ------------------ | ------------------ | -------------------- | -------------------- | ----------- | ----------- |
| Marlies van Baalen                                  | Go Legend                    | Egyéni      | 71,615     | 20.        |                    |                    | kiesett              | kiesett              | kiesett     | 20.         |
| Edward Gal                                          | Total US                     | Egyéni      | 78,649     | 6.         | 79,143             | 89,171             | 84,457               | 6.                   |             |             |
| Hans Peter Minderhoud                               | Dream Boy                    | Egyéni      | 76,817     | 9.         | 75,536             | 85,829             | 80,682               | 12.                  |             |             |
| Marlies van Baalen Edward Gal Hans Peter Minderhoud | Go Legend Total US Dream Boy | Csapat      | 7312,0     | 5.         | 7479,5             | 5.                 |                      |                      | 7479,5      | 5.          |

Lovastusa
| Versenyző           | Ló                | Versenyszám | Díjlovaglás | Díjlovaglás | Lovastusa | Lovastusa | Lovastusa | Díjugratás | Díjugratás | Díjugratás | Díjugratás | Díjugratás | Díjugratás | Végeredmény | Végeredmény |
| Versenyző           | Ló                | Versenyszám | Díjlovaglás | Díjlovaglás | Lovastusa | Lovastusa | Lovastusa | Selejtező  | Selejtező  | Selejtező  | Döntő      | Döntő      | Döntő      | Végeredmény | Végeredmény |
| Versenyző           | Ló                | Versenyszám | Büntetés    | Hely        | Büntetés  | Össz.     | Hely      | Büntetés   | Össz.      | Hely       | Büntetés   | Össz.      | Hely       | Büntetés    | Hely        |
| ------------------- | ----------------- | ----------- | ----------- | ----------- | --------- | --------- | --------- | ---------- | ---------- | ---------- | ---------- | ---------- | ---------- | ----------- | ----------- |
| Merel Blom          | The Quizmaster    | Egyéni      | 31,50       | 21.         | kiesett   | kiesett   | kiesett   | kiesett    | kiesett    | kiesett    | kiesett    | kiesett    | kiesett    | kiesett     | kiesett     |
| Janneke Boonzaaijer | Champ de Tailleur | Egyéni      | 33,00       | 30.         | kiesett   | kiesett   | kiesett   | kiesett    | kiesett    | kiesett    | kiesett    | kiesett    | kiesett    | kiesett     | kiesett     |

Díjugratás
| Versenyző                                          | Ló                         | Versenyszám       | Selejtező | Selejtező | Döntő    | Döntő   | Döntő   | Jump-off | Jump-off | Helyezés |
| Versenyző                                          | Ló                         | Versenyszám       | Büntetés  | Hely      | Büntetés | Idő     | Hely    | Büntetés | Idő      | Helyezés |
| -------------------------------------------------- | -------------------------- | ----------------- | --------- | --------- | -------- | ------- | ------- | -------- | -------- | -------- |
| Willem Greve                                       | Zypria S                   | Egyéni díjugratás | 4         | =31.      | kiesett  | kiesett | kiesett | kiesett  | kiesett  | kiesett  |
| Marc Houtzager                                     | Dante                      | Egyéni díjugratás | 0         | =1.       | 13       | 88,10   | 21.     | kiesett  | kiesett  | 21.      |
| Maikel van der Vleuten                             | Beauville Z                | Egyéni díjugratás | 0         | =1.       | 0        | 38,31   | =1.     | 0        | 38,90    |          |
| Willem Greve Marc Houtzager Maikel van der Vleuten | Zypria S Dante Beauville Z | Csapat díjugratás | 26        | 9.        | 17       | 243,35  | 4.      | kiesett  | kiesett  | 4.       |

## Műugrás
Női
| Versenyző        | Versenyszám        | Selejtező | Selejtező | Elődöntő | Elődöntő | Döntő  | Döntő    |
| Versenyző        | Versenyszám        | Pont      | Helyezés  | Pont     | Helyezés | Pont   | Helyezés |
| ---------------- | ------------------ | --------- | --------- | -------- | -------- | ------ | -------- |
| Inge Jansen      | Egyéni műugrás     | 278,75    | 16.       | 301,90   | 9.       | 311,04 | 5.       |
| Celine van Duijn | Egyéni toronyugrás | 306,80    | 11.       | 306,45   | 10.      | 287,70 | 10.      |

## Szinkronúszás
| Sportoló                             | Versenyszám | Technikai program | Technikai program | Szabadprogram (selejtező) | Szabadprogram (selejtező)     | Szabadprogram (selejtező) | Szabadprogram (döntő) | Szabadprogram (döntő)         | Szabadprogram (döntő) |
| Sportoló                             | Versenyszám | Pont              | Helyezés          | Pont                      | Összesen (technikai + szabad) | Helyezés                  | Pont                  | Összesen (technikai + szabad) | Helyezés              |
| ------------------------------------ | ----------- | ----------------- | ----------------- | ------------------------- | ----------------------------- | ------------------------- | --------------------- | ----------------------------- | --------------------- |
| Bregje de Brouwer Noortje de Brouwer | Páros       | 87,2612           | 9.                | 88,1667                   | 175,4279                      | 9.                        | 88,9000               | 176,1612                      | 9.                    |

## Ökölvívás
Férfi
| Versenyző     | Versenyszám | Selejtező         | Nyolcaddöntő      | Negyeddöntő       | Elődöntő          | Döntő             | Helyezés |
| Versenyző     | Versenyszám | Ellenfél Eredmény | Ellenfél Eredmény | Ellenfél Eredmény | Ellenfél Eredmény | Ellenfél Eredmény | Helyezés |
| ------------- | ----------- | ----------------- | ----------------- | ----------------- | ----------------- | ----------------- | -------- |
| Enrico Lacruz | Könnyűsúly  | Davis (USA) · 0–5 | kiesett           | kiesett           | kiesett           | kiesett           | =17.     |

Női
| Versenyző       | Versenyszám | Nyolcaddöntő       | Negyeddöntő           | Elődöntő          | Döntő             | Helyezés |
| Versenyző       | Versenyszám | Ellenfél Eredmény  | Ellenfél Eredmény     | Ellenfél Eredmény | Ellenfél Eredmény | Helyezés |
| --------------- | ----------- | ------------------ | --------------------- | ----------------- | ----------------- | -------- |
| Nouchka Fontijn | Középsúly   | Wójcik (POL) · 4–1 | Thibeault (CAN) · 5–0 | Price (GBR) · 2–3 | kiesett           |          |

## Röplabda

### Strandröplabda
Férfi
| Versenyző                         | Csoportkör | Csoportkör | 16 közé jutásért  | Nyolcaddöntő                                                 | Negyeddöntő       | Elődöntő          | Döntő             | Helyezés |
| Versenyző                         | Ellenfél Eredmény | Hely.      | Ellenfél Eredmény | Ellenfél Eredmény                                            | Ellenfél Eredmény | Ellenfél Eredmény | Ellenfél Eredmény | Helyezés |
| --------------------------------- | --- | ---------- | ----------------- | ------------------------------------------------------------ | ----------------- | ----------------- | ----------------- | -------- |
| Alexander Brouwer Robert Meeuwsen | D csoport · Egyesült Államok (USA) · Nick Lucena · Phil Dalhausser · 21–17, 21–18 · Argentína (ARG) · Julian Azaad · Nicolás Capogrosso · 21–14, 21–14 · Brazília (BRA) · Alison Cerutti · Álvaro Morais Filho · 14–21, 22–24 | 2.         |                   | Norvégia (NOR) · Anders Mol · Christian Sørum · 17–21, 19–21 | kiesett           | kiesett           | kiesett           | 9.       |

Női
| Versenyző                       | Csoportkör | Csoportkör | 16 közé jutásért                                                 | Nyolcaddöntő      | Negyeddöntő       | Elődöntő          | Döntő             | Helyezés |
| Versenyző                       | Ellenfél Eredmény | Hely.      | Ellenfél Eredmény                                                | Ellenfél Eredmény | Ellenfél Eredmény | Ellenfél Eredmény | Ellenfél Eredmény | Helyezés |
| ------------------------------- | --- | ---------- | ---------------------------------------------------------------- | ----------------- | ----------------- | ----------------- | ----------------- | -------- |
| Sanne Keizer Madelein Meppelink | B csoport · Spanyolország (ESP) · Liliana Fernández · Elsa Baquerizo · 21–19, 18–21, 14–16 · Kína (CHN) · Xue Chen · Wang Xinxin · 21–19, 29–31, 13–14 · Egyesült Államok (USA) · Alix Klineman · April Ross · 22–20, 17–21, 5–15 | 4.         | kiesett                                                          | kiesett           | kiesett           | kiesett           | kiesett           | 19.      |
| Raïsa Schoon Katja Stam         | A csoport · Kanada (CAN) · Sarah Pavan · Melissa Humana-Paredes · 16–21, 14–21 · Svájc (SUI) · Joana Heidrich · Anouk Vergé-Dépré · 20–22, 18–21 · Németország (GER) · Julia Sude · Karla Borger · 24–22, 21–16                   | 3.         | Kuba (CUB) · Lidianny Echevarría · Leila Martínez · 17–21, 17–21 | kiesett           | kiesett           | kiesett           | kiesett           | 17.      |

## Súlyemelés
Férfi
| Versenyző    | Versenyszám | Szakítás | Szakítás | Lökés    | Lökés    | Összesen | Helyezés |
| Versenyző    | Versenyszám | Eredmény | Helyezés | Eredmény | Helyezés | Összesen | Helyezés |
| ------------ | ----------- | -------- | -------- | -------- | -------- | -------- | -------- |
| Enzo Kuworge | +109 kg     | 175      | 11.      | 234      | 4.       | 409      | 6.       |

## Taekwondo
Női
| Versenyző      | Versenyszám | Nyolcaddöntő                             | Negyeddöntő                              | Elődöntő                                 | Vigaszág elődöntő                        | Bronz- mérkőzés                          | Döntő                                    | Helyezés                                 |
| Versenyző      | Versenyszám | Ellenfél Eredmény                        | Ellenfél Eredmény                        | Ellenfél Eredmény                        | Ellenfél Eredmény                        | Ellenfél Eredmény                        | Ellenfél Eredmény                        | Helyezés                                 |
| -------------- | ----------- | ---------------------------------------- | ---------------------------------------- | ---------------------------------------- | ---------------------------------------- | ---------------------------------------- | ---------------------------------------- | ---------------------------------------- |
| Reshmie Oogink | Légsúly     | Pozitív COVID-19 teszt miatt visszaépett | Pozitív COVID-19 teszt miatt visszaépett | Pozitív COVID-19 teszt miatt visszaépett | Pozitív COVID-19 teszt miatt visszaépett | Pozitív COVID-19 teszt miatt visszaépett | Pozitív COVID-19 teszt miatt visszaépett | Pozitív COVID-19 teszt miatt visszaépett |

## Tenisz
Férfi
| Versenyző                        | Versenyszám | 64-es főtábla     | 32-es főtábla                                           | Nyolcaddöntő                                                    | Negyeddöntő       | Elődöntő          | Bronz- mérkőzés   | Döntő             | Helyezés |
| Versenyző                        | Versenyszám | Ellenfél Eredmény | Ellenfél Eredmény                                       | Ellenfél Eredmény                                               | Ellenfél Eredmény | Ellenfél Eredmény | Ellenfél Eredmény | Ellenfél Eredmény | Helyezés |
| -------------------------------- | ----------- | ----------------- | ------------------------------------------------------- | --------------------------------------------------------------- | ----------------- | ----------------- | ----------------- | ----------------- | -------- |
| Wesley Koolhof Jean-Julien Rojer |             | Páros             | Belgium (BEL) · Sander Gillé · Joran Vliegen · 6-3, 7-6 | Új-Zéland (NZL) · Marcus Daniell · Michael Venus · játék nélkül | kiesett           | kiesett           | kiesett           | kiesett           | 9.       |

Női
| Versenyző                 | Versenyszám | 64-es főtábla                             | 32-es főtábla                                                                | Nyolcaddöntő                                                                                              | Negyeddöntő       | Elődöntő          | Bronz- mérkőzés   | Döntő             | Helyezés |
| Versenyző                 | Versenyszám | Ellenfél Eredmény                         | Ellenfél Eredmény                                                            | Ellenfél Eredmény                                                                                         | Ellenfél Eredmény | Ellenfél Eredmény | Ellenfél Eredmény | Ellenfél Eredmény | Helyezés |
| ------------------------- | ----------- | ----------------------------------------- | ---------------------------------------------------------------------------- | --- | ----------------- | ----------------- | ----------------- | ----------------- | -------- |
| Kiki Bertens              | Egyes       | Markéta Vondroušová (CZE) · 4-6, 6-3, 4-6 | kiesett                                                                      | kiesett                                                                                                   | kiesett           | kiesett           | kiesett           | kiesett           | 33.      |
| Kiki Bertens Demi Schuurs | Páros       |                                           | Franciaország (FRA) · Caroline Garcia · Kristina Mladenovic · 7-6, 5-7, 11-9 | Az Orosz Olimpiai Bizottság versenyzői (ROC) · Jelena Vesznyina · Veronyika Kugyermetova · 2-6, 6-3, 7-10 | kiesett           | kiesett           | kiesett           | kiesett           | 9.       |

Vegyes
| Versenyző                      | Versenyszám  | 64-es főtábla                            | 32-es főtábla                            | Nyolcaddöntő                             | Negyeddöntő                              | Elődöntő                                 | Bronz- mérkőzés                          | Döntő                                    | Helyezés                                 |                                          |
| Versenyző                      | Versenyszám  | Ellenfél Eredmény                        | Ellenfél Eredmény                        | Ellenfél Eredmény                        | Ellenfél Eredmény                        | Ellenfél Eredmény                        | Ellenfél Eredmény                        | Ellenfél Eredmény                        | Helyezés                                 |                                          |
| ------------------------------ | ------------ | ---------------------------------------- | ---------------------------------------- | ---------------------------------------- | ---------------------------------------- | ---------------------------------------- | ---------------------------------------- | ---------------------------------------- | ---------------------------------------- | ---------------------------------------- |
| Jean-Julien Rojer Kiki Bertens | Vegyes páros | Pozitív COVID-19 teszt miatt visszaéptek | Pozitív COVID-19 teszt miatt visszaéptek | Pozitív COVID-19 teszt miatt visszaéptek | Pozitív COVID-19 teszt miatt visszaéptek | Pozitív COVID-19 teszt miatt visszaéptek | Pozitív COVID-19 teszt miatt visszaéptek | Pozitív COVID-19 teszt miatt visszaéptek | Pozitív COVID-19 teszt miatt visszaéptek | Pozitív COVID-19 teszt miatt visszaéptek |

## Tollaslabda
| Versenyző                  | Versenyszám  | Csoportkör | Csoportkör | Nyolcaddöntő                              | Negyeddöntő                                                 | Elődöntő          | Bronz- mérkőzés   | Döntő             | Helyezés |
| Versenyző                  | Versenyszám  | Ellenfél Eredmény | Hely.      | Ellenfél Eredmény                         | Ellenfél Eredmény                                           | Ellenfél Eredmény | Ellenfél Eredmény | Ellenfél Eredmény | Helyezés |
| -------------------------- | ------------ | --- | ---------- | ----------------------------------------- | ----------------------------------------------------------- | ----------------- | ----------------- | ----------------- | -------- |
| Mark Caljouw               | Férfi egyes  | D csoport · Misha Zilberman (ISR) · 17–21, 21–9, 21–10 · Bhamidipati Sai Praneeth (IND) · 21–14, 21–14 | 1.         | Kevin Cordón (GUA) · 17–21, 21–3, 19–21 · | kiesett                                                     | kiesett           | kiesett           | kiesett           | kiesett  |
| Selena Piek Cheryl Seinen  | Női páros    | B csoport · Kanada (CAN) · Rachel Honderich · Kristen Tsai · 16–21, 21–14, 21–15 · Egyiptom (EGY) · Doha Hany · Hadia Hosny · 21–6, 21–10 · Japán (JPN) · Macumoto Maju · Nagahara Vakana · 22–24, 15–21   | 2.         |                                           | Dél-Korea (KOR) · Lee So-hee · Sin Szungcshan · 8–21, 17–21 | kiesett           | kiesett           | kiesett           | kiesett  |
| Robin Tabeling Selena Piek | Vegyes páros | A csoport · Dél-Korea (KOR) · Choi Sol-gyu · Chae Yoo-jung · 21–16, 15–21, 11–21 · Kína (CHN) · Zheng Siwei · Huang Yaqiong · 15–21, 20–22 · Egyiptom (EGY) · Adham Hatem Elgamal · Doha Hany · 21–9, 21–4 | 3.         |                                           | kiesett                                                     | kiesett           | kiesett           | kiesett           | kiesett  |

## Torna
Férfiak
| Versenyző       | Versenyszám | Selejtező | Selejtező | Döntő   | Döntő   |
| Versenyző       | Versenyszám | Pont      | Hely      | Pont    | Hely    |
| --------------- | ----------- | --------- | --------- | ------- | ------- |
| Bart Deurloo    | Nyújtó      | 14,400    | 8.        | 12,266  | 7.      |
| Epke Zonderland | Nyújtó      | 13,833    | 23.       | kiesett | kiesett |

Nők
| Versenyző           | Versenyszám      | Selejtező | Selejtező | Döntő   | Döntő   |
| Versenyző           | Versenyszám      | Pont      | Hely      | Pont    | Hely    |
| ------------------- | ---------------- | --------- | --------- | ------- | ------- |
| Vera van Pol        | Csapat           | 51,733    | 47.       | kiesett | kiesett |
| Eythora Thorsdottir | Csapat           | 52,899    | 36.       | kiesett | kiesett |
| Lieke Wevers        | Csapat           | 53,365    | 32.       | kiesett | kiesett |
| Sanne Wevers        | Csapat           |           |           | kiesett | kiesett |
| Összesen            | Csapat           | 160,263   | 11.       | kiesett | kiesett |
| Lieke Wevers        | Egyéni összetett | 53,365    | 32.       | 51,098  | 24.     |

## Triatlon
Egyéni
| Versenyző     | Versenyszám | 1,5 km úszás | Depózás 1 | 40 km kerékpározás | Depózás 2 | 10 km futás | Összesítés | Összesítés |
| Versenyző     | Versenyszám | Idő          | Idő       | Idő                | Idő       | Idő         | Idő        | Helyezés   |
| ------------- | ----------- | ------------ | --------- | ------------------ | --------- | ----------- | ---------- | ---------- |
| Maya Kingma   | Női         | 19:20        | 0:43      | 1:03:03            | 0:34      | 35:36       | 1:59:16    | 11.        |
| Rachel Klamer | Női         | 19:17        | 0:44      | 1:03:05            | 0:33      | 34:09       | 1:57:48    | 4.         |

Csapat
| Versenyző          | Versenyszám | 250 m úszás | Depózás 1 | 7 km kerékpározás | Depózás 2 | 1,5 km futás | Összesítés | Összesítés |
| Versenyző          | Versenyszám | Idő         | Idő       | Idő               | Idő       | Idő          | Idő        | Helyezés   |
| ------------------ | ----------- | ----------- | --------- | ----------------- | --------- | ------------ | ---------- | ---------- |
| Maya Kingma        | Vegyes      | 3:43        | 0:41      | 10:11             | 0:29      | 6:14         | 21:18      |            |
| Marco van der Stel | Vegyes      | 4:00        | 0:36      | 9:34              | 0:28      | 5:45         | 20:23      |            |
| Rachel Klamer      | Vegyes      | 4:32        | 0:41      | 10:21             | 0:33      | 6:18         | 22:25      |            |
| Jorik van Egdom    | Vegyes      | 4:12        | 0:38      | 9:38              | 0:27      | 5:33         | 20:28      |            |
| Összesen           | Vegyes      |             |           |                   |           |              | 1:24:34    | 4.         |

## Úszás
Férfi
| Versenyző                                              | Versenyszám      | Előfutam | Előfutam | Elődöntő | Elődöntő | Döntő     | Döntő    |
| Versenyző                                              | Versenyszám      | Idő      | Hely.    | Idő      | Hely.    | Idő       | Helyezés |
| ------------------------------------------------------ | ---------------- | -------- | -------- | -------- | -------- | --------- | -------- |
| Thom de Boer                                           | 50 m gyors       | 21,75    | 6.       | 21,78    | 8.       | 21,79     | 8.       |
| Caspar Corbeau                                         | 100 m mell       | 1:00,13  | 25.      | kiesett  | kiesett  | kiesett   | kiesett  |
| Caspar Corbeau                                         | 200 m mell       | 2:10,21  | 21.      | kiesett  | kiesett  | kiesett   | kiesett  |
| Arno Kamminga                                          | 100 m mell       | 59,80    | 2.       | 58,19    | 2.       | 58,00     |          |
| Arno Kamminga                                          | 200 m mell       | 2:07,37  | 1.       | 2:07,99  | 3.       | 2:07,01   |          |
| Arjan Knipping                                         | 200 m vegyes     | 1:59,44  | 30.      | kiesett  | kiesett  | kiesett   | kiesett  |
| Arjan Knipping                                         | 400 m vegyes     | 4:15,83  | 17.      |          |          | kiesett   | kiesett  |
| Nyls Korstanje                                         | 100 m pillangó   | 51,54    | 11.      | 51,80    | 12.      | kiesett   | kiesett  |
| Stan Pijnenburg                                        | 100 m gyors      | 48,53    | 21.      | kiesett  | kiesett  | kiesett   | kiesett  |
| Jesse Puts                                             | 50 m gyors       | 21,84    | 7.       | 21,87    | 12.      | kiesett   | kiesett  |
| Ferry Weertman                                         | 10 km nyílt vízi |          |          |          |          | 1:51:30,8 | 7.       |
| Thom de Boer Nyls Korstanje Stan Pijnenburg Jesse Puts | 4 × 100 m gyors  | 3:14,07  | 12.      |          |          | kiesett   | kiesett  |

Női
| Versenyző                                                                       | Versenyszám      | Előfutam | Előfutam | Elődöntő     | Elődöntő     | Döntő     | Döntő    |
| Versenyző                                                                       | Versenyszám      | Idő      | Hely.    | Idő          | Hely.        | Idő       | Helyezés |
| ------------------------------------------------------------------------------- | ---------------- | -------- | -------- | ------------ | ------------ | --------- | -------- |
| Femke Heemskerk                                                                 | 50 m gyors       | 24,77    | 16.      | visszalépett | visszalépett | kiesett   | kiesett  |
| Femke Heemskerk                                                                 | 100 m gyors      | 53,10    | 9.       | 52,93        | 6.           | 52,79     | 6.       |
| Ranomi Kromowidjojo                                                             | 50 m gyors       | 24,41    | 8.       | 24,29        | 7.           | 24,30     | 4.       |
| Ranomi Kromowidjojo                                                             | 100 m gyors      | 53,71    | 16.      | kiesett      | kiesett      | kiesett   | kiesett  |
| Sharon van Rouwendaal                                                           | 200 m hát        | 2:11,24  | 16.      | 2:12,98      | 16.          | kiesett   | kiesett  |
| Sharon van Rouwendaal                                                           | 10 km nyílt vízi |          |          |              |              | 1:59:31,8 |          |
| Tes Schouten                                                                    | 100 m mell       | 1:07,89  | 25.      | kiesett      | kiesett      | kiesett   | kiesett  |
| Kira Toussaint                                                                  | 100 m hát        | 59,21    | 7.       | 59,09        | 7.           | 59,11     | 7.       |
| Maaike de Waard                                                                 | 100 m hát        | 1:00,03  | 15.      | 1:00,49      | 16.          | kiesett   | kiesett  |
| Kim Busch Femke Heemskerk Ranomi Kromowidjojo Marrit Steenbergen Kira Toussaint | 4 × 100 m gyors  | 3:33,51  | 2.       |              |              | 3:33,70   | 4.       |
| Femke Heemskerk Tes Schouten Kira Toussaint Maaike de Waard                     | 4 × 100 m vegyes | 3:59,89  | 10.      |              |              | kiesett   | kiesett  |

Vegyes
| Versenyző                                                                       | Versenyszám      | Előfutam | Előfutam | Döntő   | Döntő    |
| Versenyző                                                                       | Versenyszám      | Idő      | Hely.    | Idő     | Helyezés |
| ------------------------------------------------------------------------------- | ---------------- | -------- | -------- | ------- | -------- |
| Arno Kamminga Nyls Korstanje Femke Heemskerk Ranomi Kromowidjojo Kira Toussaint | 4 × 100 m vegyes | 3:43,25  | 6.       | 3:41,25 | 6.       |

## Vitorlázás
Férfi
| Versenyző                  | Versenyszám     | Futam | Futam | Futam | Futam | Futam | Futam | Futam | Futam | Futam | Futam | Futam | Futam | Futam | Pontszám | Helyezés |
| Versenyző                  | Versenyszám     | 1     | 2     | 3     | 4     | 5     | 6     | 7     | 8     | 9     | 10    | 11    | 12    | É     | Pontszám | Helyezés |
| -------------------------- | --------------- | ----- | ----- | ----- | ----- | ----- | ----- | ----- | ----- | ----- | ----- | ----- | ----- | ----- | -------- | -------- |
| Kiran Badloe               | Szörfvitorlázás | 5     | 7     | 1     | 1     | (26)  | 5     | 2     | 4     | 1     | 5     | 1     | 1     | 4     | 37       |          |
| Kiran Badloe               | Finn dingi      | (11)  | 5     | 10    | 2     | 4     | 2     | 10    | 3     | 7     | 9     |       |       | 4     | 56       | 4.       |
| Bart Lambriex Pim van Vugt | 49er            | (14)  | 2     | 3     | 7     | 6     | 7     | 13    | 14    | 7     | 6     | 7     | 3     | 12    | 87       | 6.       |

Női
| Versenyző                        | Versenyszám     | Futam | Futam | Futam | Futam | Futam | Futam | Futam | Futam | Futam | Futam | Futam | Futam | Futam | Pontszám | Helyezés |
| Versenyző                        | Versenyszám     | 1     | 2     | 3     | 4     | 5     | 6     | 7     | 8     | 9     | 10    | 11    | 12    | É     | Pontszám | Helyezés |
| -------------------------------- | --------------- | ----- | ----- | ----- | ----- | ----- | ----- | ----- | ----- | ----- | ----- | ----- | ----- | ----- | -------- | -------- |
| Lilian de Geus                   | Szörfvitorlázás | 8     | (11)  | 1     | 8     | 3     | 11    | 3     | 4     | 4     | 9     | 5     | 4     | 12    | 72       | 5.       |
| Marit Bouwmeester                | Laser radial    | 21    | 14    | 7     | 2     | 3     | 9     | (45)  | 7     | 1     | 7     |       |       | 12    | 83       |          |
| Lobke Berkhout Afrodite Zegers   | 470-es osztály  | 10    | 11    | 14    | 11    | 9     | 6     | (17)  | 6     | 4     | 2     |       |       | 18    | 91       | 10.      |
| Annemiek Bekkering Annette Duetz | 49erFX osztály  | 13    | 8     | 2     | 1     | 6     | 1     | 12    | 5     | 6     | 5     | 11    | (16)  | 18    | 88       |          |

## Vívás
Férfiak
| Versenyző     | Versenyszám      | 64-es főtábla     | 32-es főtábla                 | Nyolcaddöntő                 | Negyeddöntő       | Elődöntő          | Döntő             | Döntő    |
| Versenyző     | Versenyszám      | Ellenfél Eredmény | Ellenfél Eredmény             | Ellenfél Eredmény            | Ellenfél Eredmény | Ellenfél Eredmény | Ellenfél Eredmény | Helyezés |
| ------------- | ---------------- | ----------------- | ----------------------------- | ---------------------------- | ----------------- | ----------------- | ----------------- | -------- |
| Bas Verwijlen | Egyéni párbajtőr |                   | Kweon Young-jun (KOR) · 15–10 | Romain Cannone (FRA) · 11–15 | kiesett           | kiesett           | kiesett           | 9.       |

## Vízilabda

### Női
| Holland női vízilabdacsapat-játékoskeret                                                                               | Holland női vízilabdacsapat-játékoskeret                                                                        |
| --- | --- |
| - Joanne Koenders - Maud Megens - Dagmar Genee - Sabrina van der Sloot - Iris Wolves - Nomi Stomphorst - Kitty Joustra | - Vivian Sevenich - Maartje Keuning - Ilse Koolhaas - Simone van de Kraats - Brigitte Sleeking - Debby Willemsz |
| Szövetségi kapitány: Arno Havenga                                                                                      | |

#### Eredmények
Csoportkör
A csoport
| Hely. | Csapat                        | M | Gy | D | V | G+ | G– | Gk  | P | Továbbjutás |
| ----- | ----------------------------- | - | -- | - | - | -- | -- | --- | - | ----------- |
| 1.    | Spanyolország (ESP)           | 4 | 3  | 0 | 1 | 71 | 37 | +34 | 6 | Negyeddöntő |
| 2.    | Ausztrália (AUS)              | 4 | 3  | 0 | 1 | 46 | 33 | +13 | 6 | Negyeddöntő |
| 3.    | Hollandia (NED)               | 4 | 3  | 0 | 1 | 75 | 41 | +34 | 6 | Negyeddöntő |
| 4.    | Kanada (CAN)                  | 4 | 1  | 0 | 3 | 48 | 39 | +9  | 2 | Negyeddöntő |
| 5.    | Dél-afrikai Köztársaság (RSA) | 4 | 0  | 0 | 4 | 7  | 97 | −90 | 0 |             |

1. 1 2 3  Spanyolország 2 pont, +5 gk; Hollandia 2 pont, −2 gk; Ausztrália 2 pont, −3 gk

| 2021. július 26. 18:20 (11:20) | Ausztrália (AUS)     | 15–12       | Hollandia (NED) | Tokyo Tatsumi International Swimming Center Játékvezetők: Adrian Alexandrescu (ROU), Arkadii Voevodin (RUS) |
| 2021. július 26. 18:20 (11:20) | (3–3, 2–5, 5–2, 5–2) |             |                 | Tokyo Tatsumi International Swimming Center Játékvezetők: Adrian Alexandrescu (ROU), Arkadii Voevodin (RUS) |
| 2021. július 26. 18:20 (11:20) | három játékos 3      | Jegyzőkönyv | négy játékos 2  | Tokyo Tatsumi International Swimming Center Játékvezetők: Adrian Alexandrescu (ROU), Arkadii Voevodin (RUS) |

| 2021. július 28. 19:50 (12:50) | Hollandia (NED)      | 14–13       | Spanyolország (ESP) | Tokyo Tatsumi International Swimming Center Játékvezetők: Sébastien Dervieux (FRA), Michael Goldenberg (USA) |
| 2021. július 28. 19:50 (12:50) | (2–3, 3–2, 3–2, 6–6) |             |                     | Tokyo Tatsumi International Swimming Center Játékvezetők: Sébastien Dervieux (FRA), Michael Goldenberg (USA) |
| 2021. július 28. 19:50 (12:50) | Van de Kraats 6      | Jegyzőkönyv | A. Espar 4          | Tokyo Tatsumi International Swimming Center Játékvezetők: Sébastien Dervieux (FRA), Michael Goldenberg (USA) |

| 2021. július 30. 14:00 (7:00) | Dél-afrikai Köztársaság (RSA) | 1–33        | Hollandia (NED) | Tokyo Tatsumi International Swimming Center Játékvezetők: Nicola Johnson (AUS), Ursula Wengenroth (SUI) |
| 2021. július 30. 14:00 (7:00) | (0–7, 0–9, 1–9, 0–8)          |             |                 | Tokyo Tatsumi International Swimming Center Játékvezetők: Nicola Johnson (AUS), Ursula Wengenroth (SUI) |
| 2021. július 30. 14:00 (7:00) | Wedderburn 1                  | Jegyzőkönyv | Keuning 6       | Tokyo Tatsumi International Swimming Center Játékvezetők: Nicola Johnson (AUS), Ursula Wengenroth (SUI) |

| 2021. augusztus 1. 15:30 (8:30) | Hollandia (NED)      | 16–12       | Kanada (CAN) | Tokyo Tatsumi International Swimming Center Játékvezetők: Alessandro Severo (ITA), Nenad Periš (CRO) |
| 2021. augusztus 1. 15:30 (8:30) | (4–4, 4–3, 3–2, 5–3) |             |              | Tokyo Tatsumi International Swimming Center Játékvezetők: Alessandro Severo (ITA), Nenad Periš (CRO) |
| 2021. augusztus 1. 15:30 (8:30) | Van de Kraats 6      | Jegyzőkönyv | Christmas 4  | Tokyo Tatsumi International Swimming Center Játékvezetők: Alessandro Severo (ITA), Nenad Periš (CRO) |

Negyeddöntő
| 2021. augusztus 3. 18:20 (11:20) | Hollandia (NED)      | 11–14       | Magyarország (HUN) | Tokyo Tatsumi International Swimming Center Játékvezetők: Nenad Periš (CRO), Alessandro Severo (ITA) |
| 2021. augusztus 3. 18:20 (11:20) | (3–4, 4–4, 2–2, 2–4) |             |                    | Tokyo Tatsumi International Swimming Center Játékvezetők: Nenad Periš (CRO), Alessandro Severo (ITA) |
| 2021. augusztus 3. 18:20 (11:20) | Van der Kraats 4     | Jegyzőkönyv | Leimeter 4         | Tokyo Tatsumi International Swimming Center Játékvezetők: Nenad Periš (CRO), Alessandro Severo (ITA) |

Az 5–8. helyért
| 2021. augusztus 5. 14:00 (7:00) | Kína (CHN)                 | 6–13        | Hollandia (NED) | Tokyo Tatsumi International Swimming Center Játékvezetők: Viktor Salnichenko (KAZ), Kun György (HUN) |
| 2021. augusztus 5. 14:00 (7:00) | (0–1, 2–5, 1–2, 3–5)       |             |                 | Tokyo Tatsumi International Swimming Center Játékvezetők: Viktor Salnichenko (KAZ), Kun György (HUN) |
| 2021. augusztus 5. 14:00 (7:00) | Teng Cö-ven (Deng Zewen) 2 | Jegyzőkönyv | Keuning 5       | Tokyo Tatsumi International Swimming Center Játékvezetők: Viktor Salnichenko (KAZ), Kun György (HUN) |

Az 5. helyért
| 2021. augusztus 7. 11:00 (4:00) | Hollandia (NED)      | 7–14        | Ausztrália (AUS) | Tokyo Tatsumi International Swimming Center Játékvezetők: Xevi Buch (ESP), Dion Willis (RSA) |
| 2021. augusztus 7. 11:00 (4:00) | (1–5, 1–3, 2–3, 3–3) |             |                  | Tokyo Tatsumi International Swimming Center Játékvezetők: Xevi Buch (ESP), Dion Willis (RSA) |
| 2021. augusztus 7. 11:00 (4:00) | Van de Kraats 3      | Jegyzőkönyv | Gofers 3         | Tokyo Tatsumi International Swimming Center Játékvezetők: Xevi Buch (ESP), Dion Willis (RSA) |

| Csapat          | Helyezés |
| --------------- | -------- |
| Hollandia (NED) | 6.       |